# Умершие в марте 2016 года
Это список известных людей, соответствующих установленным критериям значимости (см. Википедия:Критерии значимости персоналий), умерших в марте 2016 года.
Причина смерти указывается лишь в исключительных случаях (убийство, самоубийство, гибель в результате военных действий, смертная казнь, ДТП или несчастные случаи). В остальных случаях — не указывается.

## 31 марта

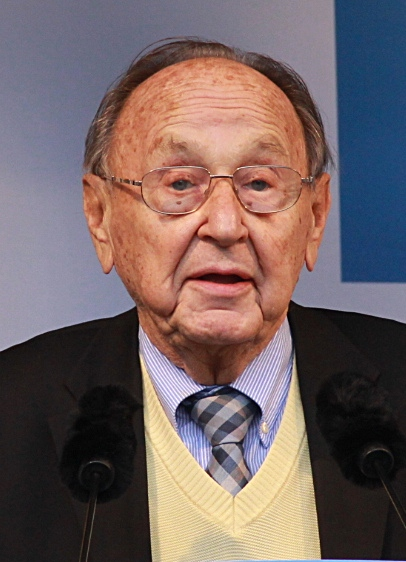
Ганс-Дитрих Геншер

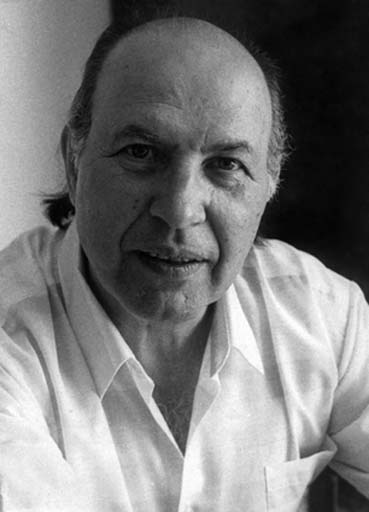
Имре Кертис

- Александров, Василий Алексеевич (85) — советский и российский актёр, артист Калининградского областного драматического театра (с 1983 года), заслуженный артист РСФСР (1970)[1].
- Альсате, Анибаль (83) — колумбийский футболист, игрок национальной сборной, участник чемпионата мира (1962)[2].
- Бекбосынов, Нурлыхан Утеуович (79) — советский и казахстанский хозяйственный и государственный деятель, народный депутат СССР[3].
- Биску, Бела (94) — венгерский государственный деятель, министр внутренних дел Венгерской Народной Республики (1957—1961)[4].
- Врабие, Георге (77) — советский и молдавский художник, автор государственного герба Молдовы[5].
- Геншер, Ганс-Дитрих (89) — немецкий государственный деятель, вице-канцлер и министр иностранных дел ФРГ (1974—1992)[6].
- Кертес, Имре (86) — венгерский писатель, лауреат Нобелевской премии по литературе (2002)[7].
- Корбетт, Ронни (85) — британский актёр[8].
- Коттье, Жорж-Мари-Мартен (93) — швейцарский кардинал, доминиканец, католический философ и богослов, Про-богослов Папского Дома (1990—2005)[9].
- Рос, Бертиль (72) — шведский автогонщик, участник чемпионата мира по автогонкам в классе Формула-1.[10].
- Тарасевич, Леонид Степанович (78) — советский и российский экономист, ректор (1991—2006) и президент (с 2006 года) Санкт-Петербургского государственного экономического университета, почётный работник высшего профессионального образования Российской Федерации[11].
- Уилмер, Дуглас (96) — британский актёр[12].
- Хадид, Заха (65) — британский архитектор и дизайнер, первая в истории женщина-архитектор, награждённая Притцкеровской премией (2004)[13].

## 30 марта

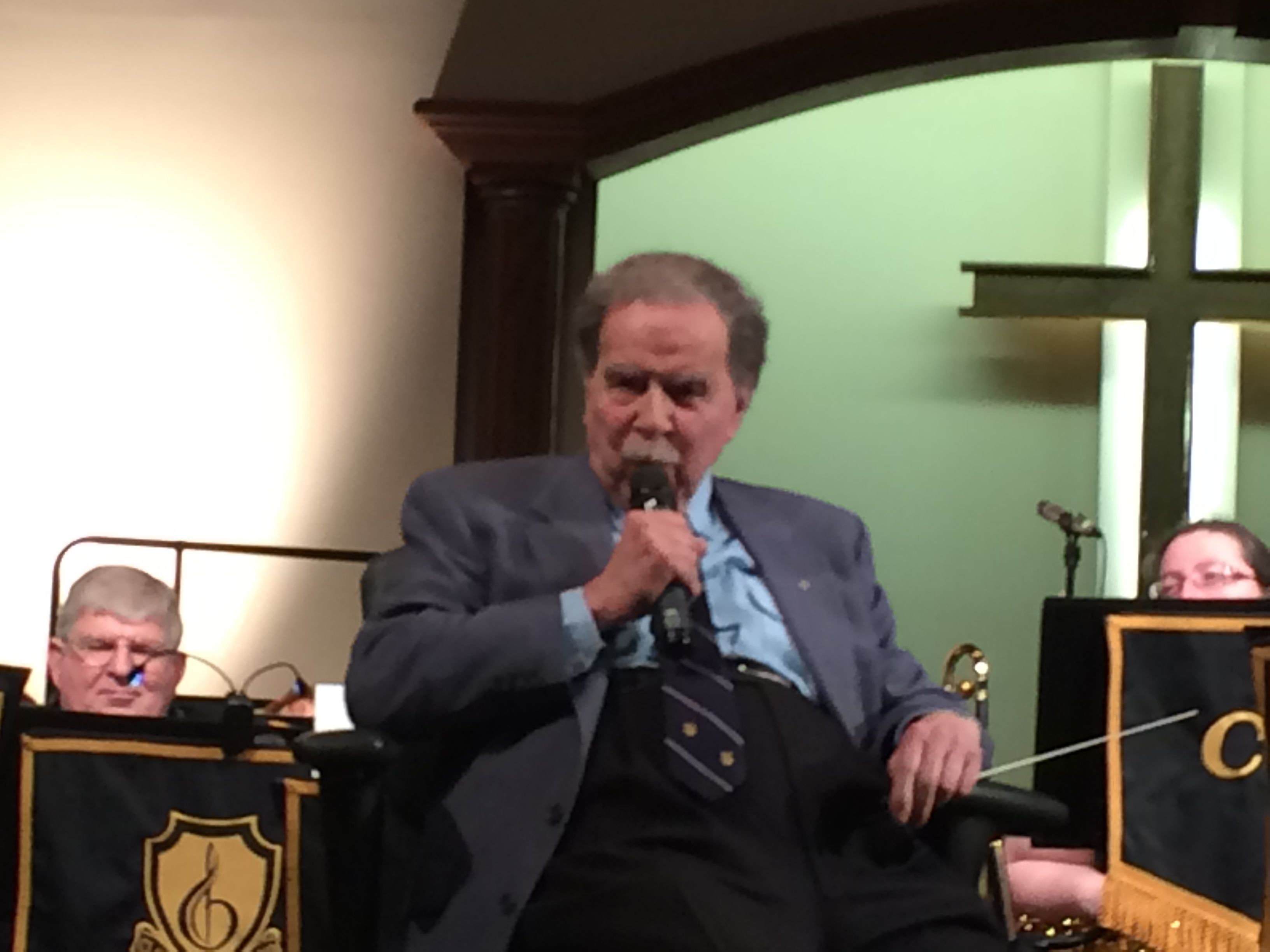
Ховард Кейбл

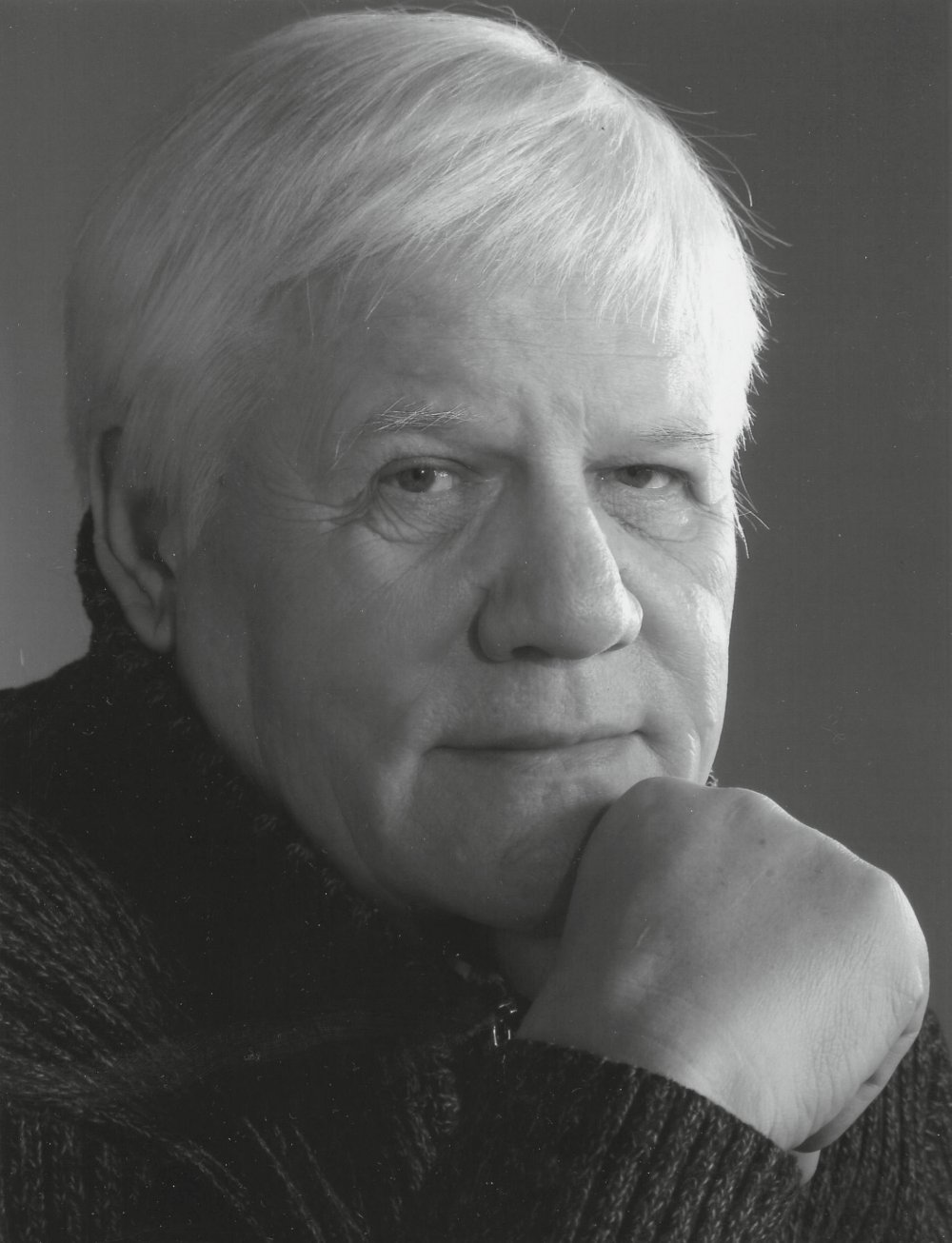
Владимир Лаптев

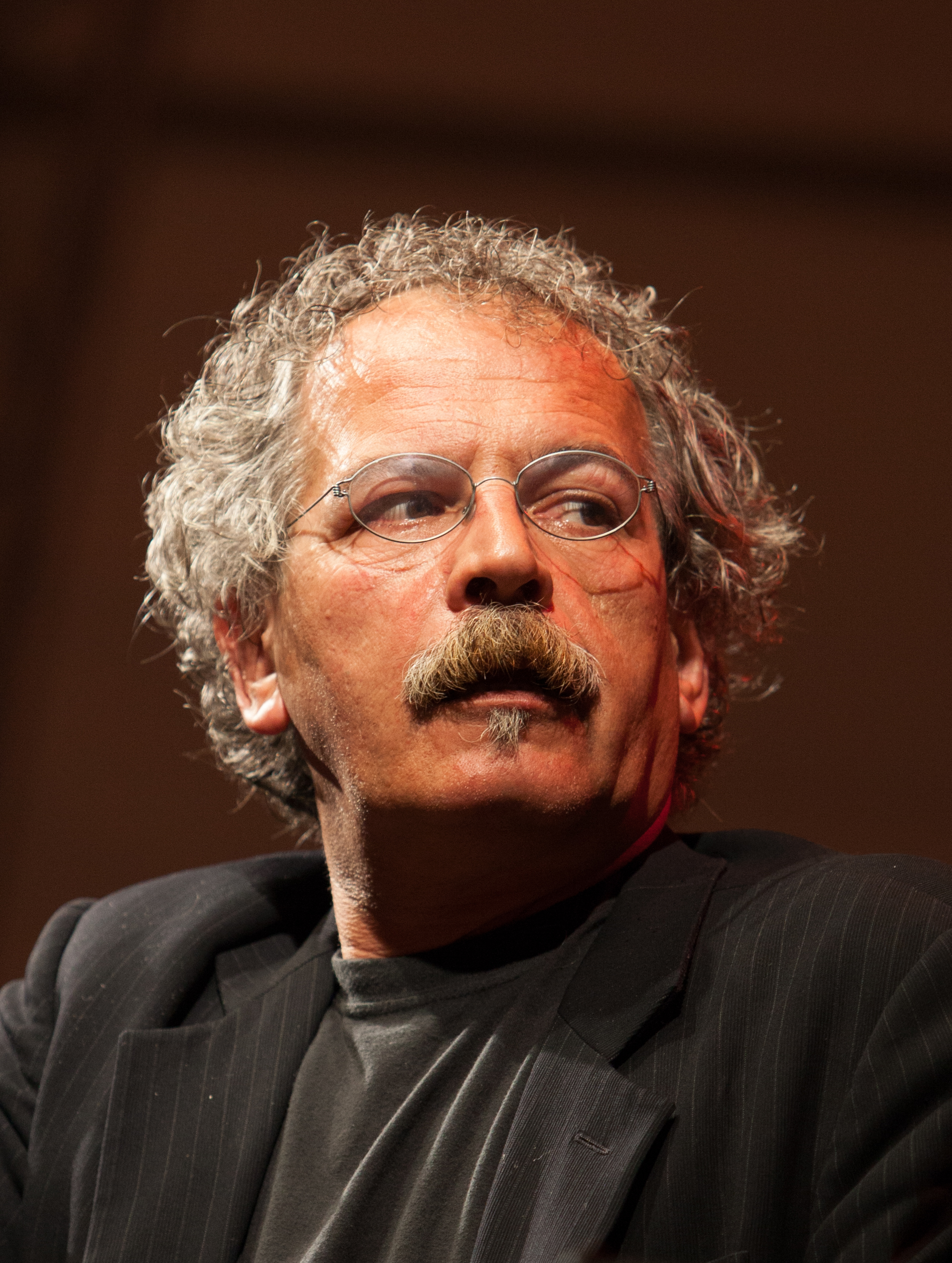
Джанмария Теста

- Альгора, Франсиско (67) — испанский актёр[14].
- Бутырин, Юрий Александрович (86) — советский и российский мультипликатор, режиссёр мультипликации и художник-постановщик[15].
- Карнилл, Денис (90) — британский спортсмен по хоккею на траве, бронзовый призёр Олимпийских игр в Хельсинки (1952)[16].
- Кейбл, Ховард (95) — канадский композитор и дирижёр[17].
- Кинг, Джон (77) — английский футболист и спортивный менеджер («Транмир Роверс», «Нортвич Виктория»)[18].
- Кренчеи, Марианна (84) — венгерская актриса[19][20].
- Лаптев, Владимир Кириллович (69) — советский, затем российский кинорежиссёр и актёр (На чужом празднике, Охота на единорога, Сыскное бюро «Феликс») (www.kino-teatr.ru).
- Мешков, Леонид Александрович (67) — российский режиссёр-документалист, заслуженный работник культуры Республики Башкортостан[21].
- Мирошник, Виктор Михайлович (78) — советский работник органов государственной безопасности, председатель КГБ Казахской ССР (1986—1990) [?].
- Павкина, Лидия Ивановна (87) — советский передовик сельскохозяйственного производства, Герой Социалистического Труда (1976)[22].
- Теста, Джанмария (57) — итальянский автор-исполнитель[23].
- Тягливый, Николай Егорович (69) — российский государственный деятель, глава администрации г. Тулы (1991—1997)[24].
- Хафстедлер, Ширли (90) — американский юрист, судья государственный деятель, первый министр образования США (1979—1981)[25].
- Циликин, Дмитрий Владимирович (54) — российский журналист[26].

## 29 марта

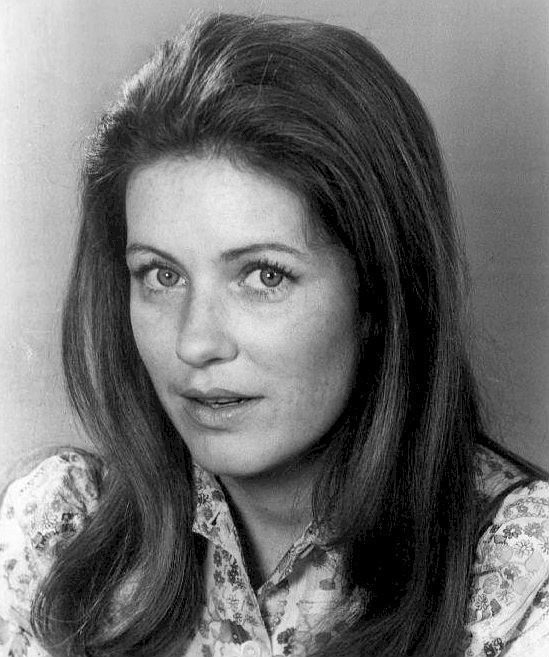
Патти Дьюк

- Бондарко, Александр Владимирович (85) — советский и российский лингвист, член-корреспондент РАН (1997)[27].
- Брагинский, Владимир Борисович (84) — советский и российский физик, член-корреспондент АН СССР (1990), член-корреспондент РАН (1991)[28].
- Гилевич, Нил Симеонович (84) — белорусский поэт, литературовед, фольклорист, народный поэт Беларуси (1991)[29].
- Де Фелита, Фрэнк (94) — американский писатель и сценарист[30].
- Донская, Елена Александровна (100) — советская спортсменка, семикратная чемпионка Европы по пулевой стрельбе, заслуженный мастер спорта СССР (1960)[31].
- Дьюк, Патти (69) — американская актриса и певица, обладательница премий «Оскар», «Золотой глобус» и «Эмми»[32].
- Камара, Мамадуба (71) — гвинейский футболист, полузащитник. Участник летних Олимпийских игр 1968 года, Кубка африканских наций 1970 и 1974 годов[33].
- Лапьер, Жан (59) — канадский государственный деятель, министр транспорта (2004—2006); авиакатастрофа[34].
- Терехин, Олег Николаевич (50) — российский киноактёр[35].

## 28 марта
- Гаргано, Николас (81) — британский боксёр, бронзовый призёр летних Олимпийских игр в Мельбурне (1956)[36].
- Гогин, Евгений Евгеньевич (89) — советский врач, главный терапевт военного клинического госпиталя им. Н. Н. Бурденко (1975—1988), член-корреспондент РАМН (2000), член-корреспондент РАН (2014), генерал-майор медицинской службы, заслуженный деятель науки РФ (1995)[37]
- Долгов, Игорь Асонович (85) — советский и российский учёный в области земледельческой механики, академик ВАСХНИЛ (1990), академик РАН (2013)[38].
- Иванченко, Леонид Андреевич (73) — советский и российский государственный деятель, председатель Ростовского областного Совета народных депутатов (1990—1991), народный депутат РСФСР, член Совета Федерации Федерального Собрания Российской Федерации (1993—1995), депутат Государственной думы второго, третьего и четвёртого созыва[39].
- Левич, Александр Петрович (70) — советский и российский биофизик и эколог, доктор биологических наук[40].
- Мчедлидзе, Нана Бидзиновна (90) — советский и грузинский кинорежиссёр, актриса и сценарист, народная артистка Грузинской ССР (1983)[41].
- Ноубл, Джеймс (94) — американский актёр[42].
- Парис, Рохелио (80) — кубинский режиссёр кино и телевидения, сценарист и педагог[43].
- Патрушев, Пётр Егорович (73) — австралийский журналист и синхронный переводчик.
- Пёнтковский, Эдмунд (80) — польский легкоатлет, чемпион Европы по лёгкой атлетике в Стокгольме (1958) в толкании ядра, трекратный рекордсмен мира[44].
- Толба, Мустафа Кемаль (93) — египетский учёный, исполнительный директор Программы ООН по окружающей среде (1975—1992), иностранный член РАН (2006) (о смерти объявлено в этот день)[45].
- Феноти, Альфред (90) — председатель совета директоров компании «Яндекс» (с 2008 года)[46].

## 27 марта

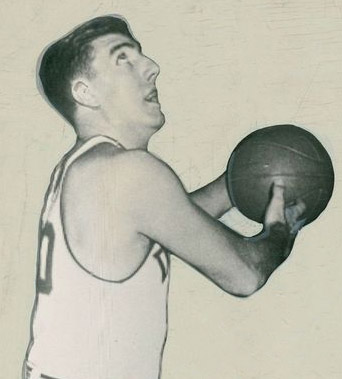
Винс Борила

Анатолий Савин

- Мария Анжелика (92) — американская монахиня, основательница католической медиасети «Вечное Слово» (EWTN)[47].
- Берк, Ховард (91) — американский сценарист[48][49].
- Большаков, Александр Олегович (61) — российский дирижёр Новосибирского театра оперы и балета (с 1990)[50].
- Борила, Винс (89) — американский профессиональный баскетболист, тренер и менеджер, выступавший в Национальной баскетбольной ассоциации за клуб «Нью-Йорк Никс»[51].
- Гиоев, Руслан (55)[значимость?] — северо-осетинский актёр театра и кино[52].
- Даира, Абель (28) — угандийский футболист, вратарь национальной сборной[53].
- Деко, Ален (90) — французский писатель и историк, член Французской академии (с 1979)[54].
- Дэвис, Джуди-Джой (87) — австралийская пловчиха, бронзовый призёр летних Олимпийских игр в Лондоне (1948)[55].
- Савин, Анатолий Иванович (95) — российский учёный, специалист в области информационно-управляющих автоматических систем, научный руководитель ОАО «Концерн ПВО „Алмаз — Антей“» (c 2007 года), академик РАН (1991; академик АН СССР с 1984), Герой Социалистического Труда (1976)[56].

## 26 марта

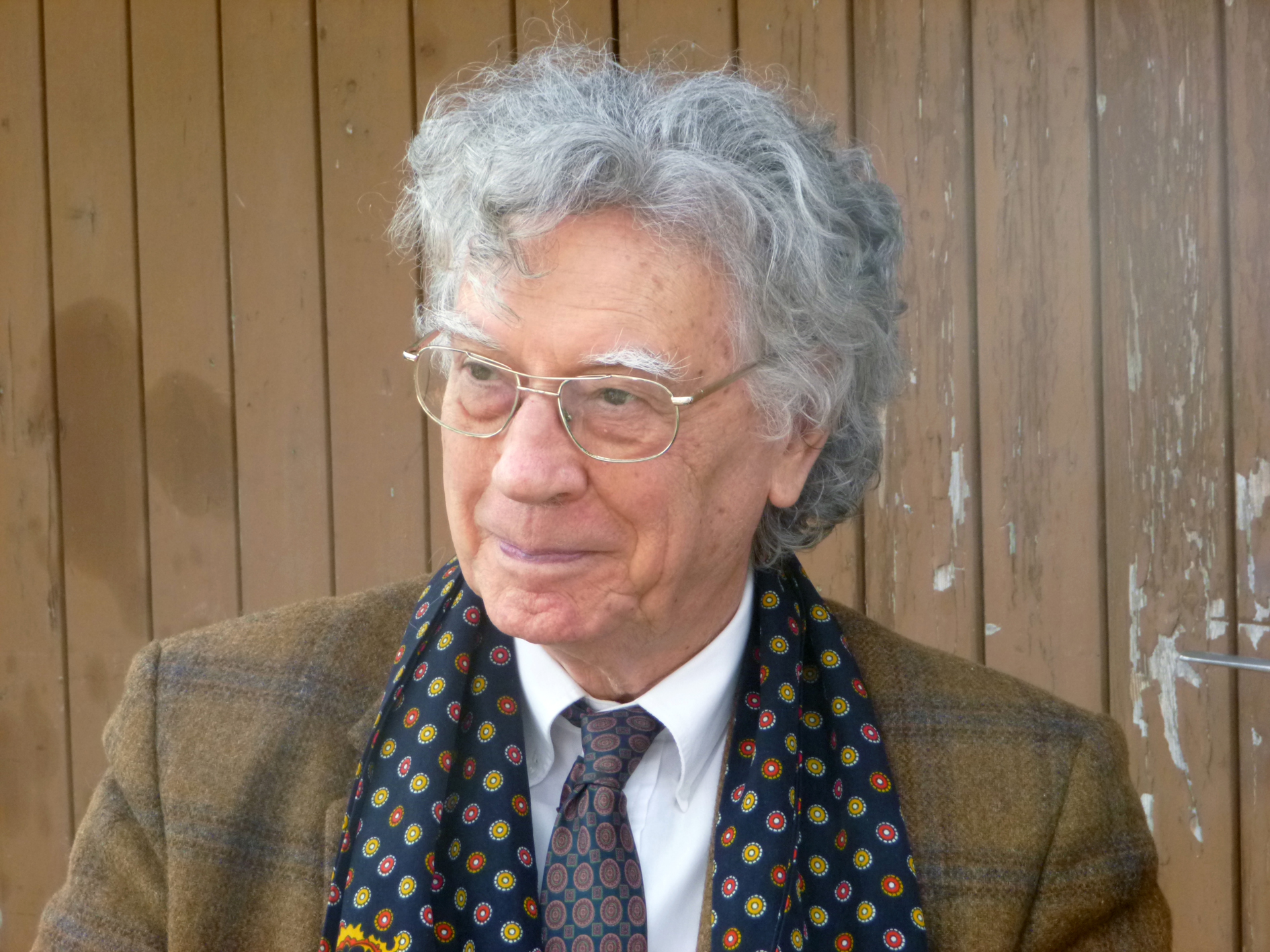
Мишель Дюк Гониназ

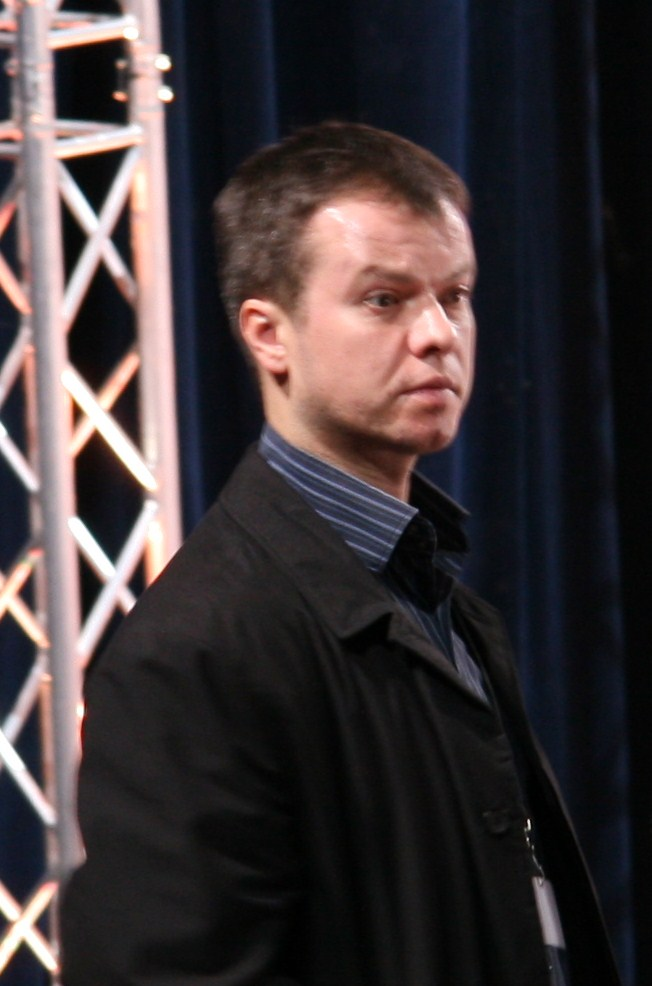
Игорь Пашкевич

- Бейкер, Дэвид (84) — американский джазовый композитор[57].
- Дюк Гониназ, Мишель (82) — французский славист и эсперантолог[58].
- Маджгаль, Маринко (36)[значимость?] — сербский актёр и певец[59].
- Маркес, Карлос (89) — венесуэльский актёр[60].
- Пашкевич, Игорь Анатольевич (44) — советский, российский и азербайджанский фигурист и тренер[61].
- Слейтер, Эдвард Чарльз (99) — биохимик австралийского происхождения.
- Харрисон, Джим (78) — американский писатель и сценарист[62].
- Шакало, Владимир Петрович (74) — советский и украинский актёр театра и кино[63].

## 25 марта

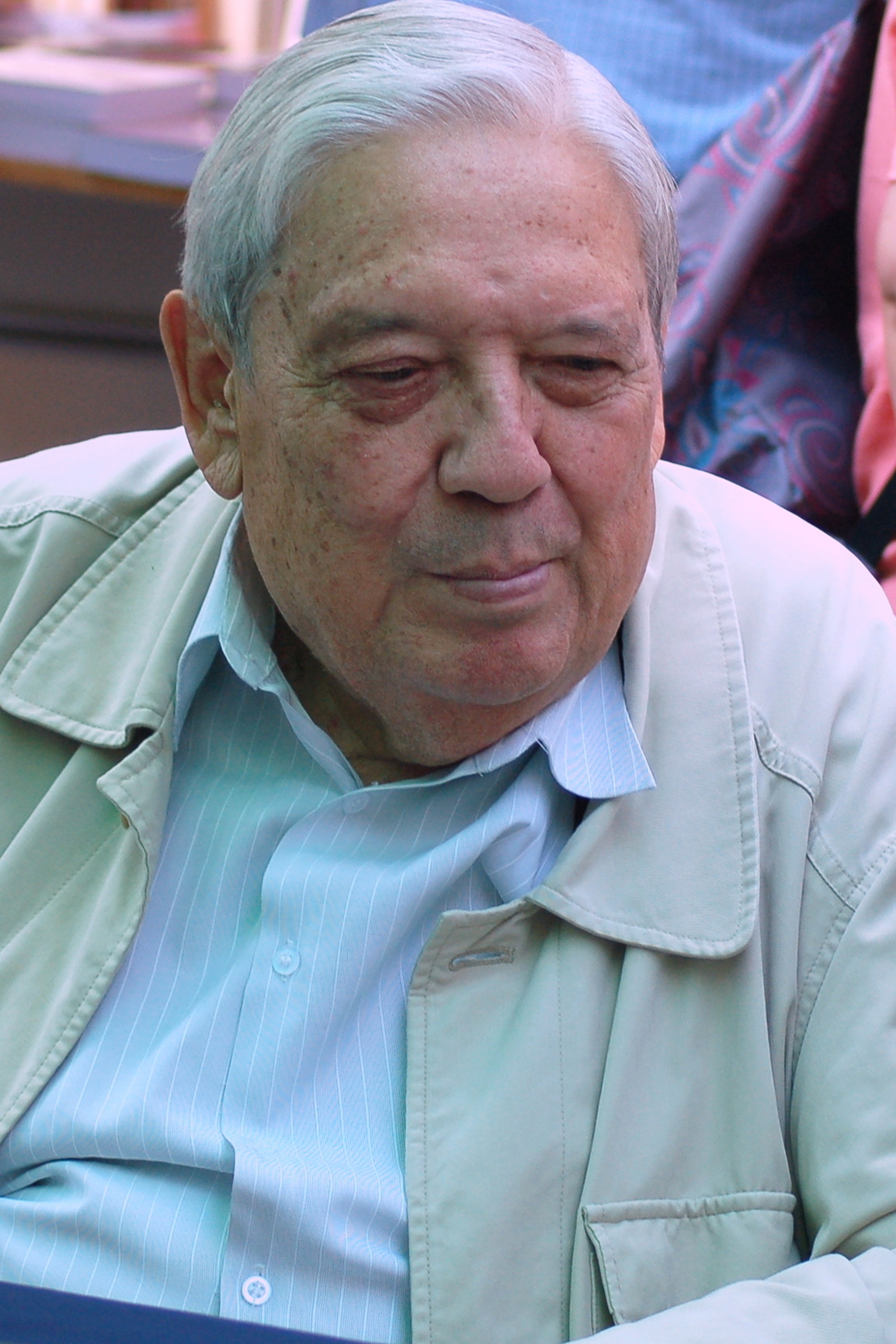
Имре Пожгаи

- Абу Али аль-Анбари (57/58) — один из лидеров исламистской террористической организации Исламское государство[64].
- Гудвин, Анджела (90) — итальянская актриса[65].
- Исмайлов, Тофик (76) — советский и азербайджанский режиссёр и сценарист[66].
- Карденас, Рауль (87) — мексиканский футболист и тренер[67].
- Пекарский, Борис Михайлович (75)[значимость?] — советский и российский политический и хозяйственный деятель, генеральный директор Ульяновского завода тяжёлых и уникальных станков (1987—1990), секретарь Ульяновского областного комитета КПСС (1990—1991), заместитель губернатора по топливно-энергетическим вопросам (1999)[68].
- Пожгаи, Имре (82) — венгерский политик, партийно-государственный функционер ВНР в конце 1980-х — лидер реформаторского крыла ВСРП[69].
- Ридль, Йозеф (86) — немецкий композитор[70].
- Рыбаков, Алексей Миронович (90) — советский партийный деятель, первый секретарь Псковского обкома КПСС (1971—1987)[71].
- Снэллгроув, Дэвид (95) — британский тибетолог[72].
- Троянов, Николай Алексеевич (94) — советский и украинский театральный режиссёр и актёр, драматург, публицист, общественный деятель[73].
- Туроу, Лестер Карл (77) — американский экономист[74].

## 24 марта

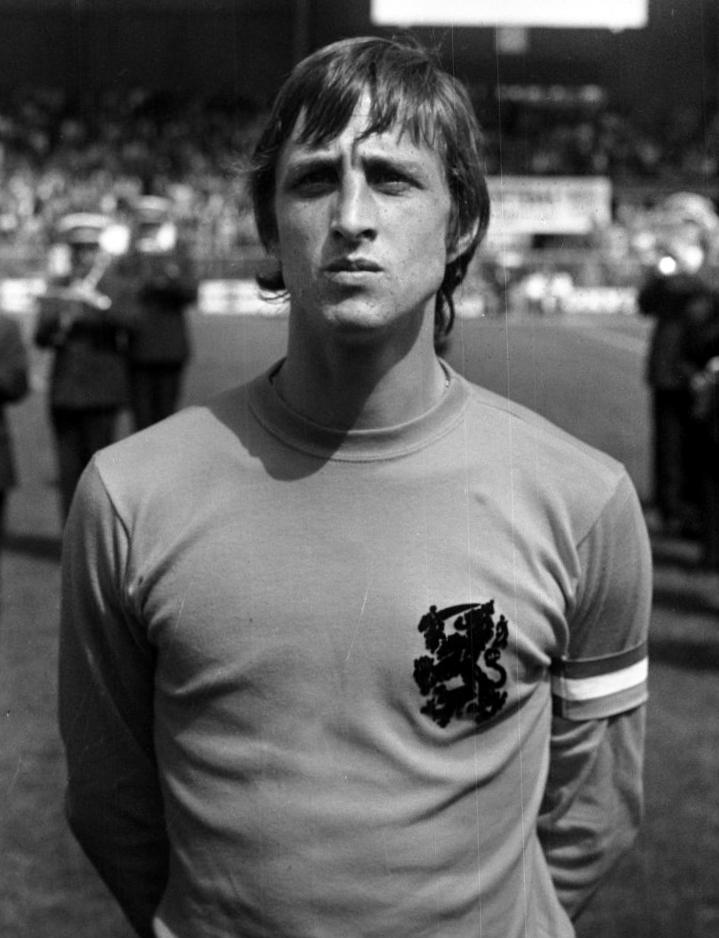
Йохан Кройф

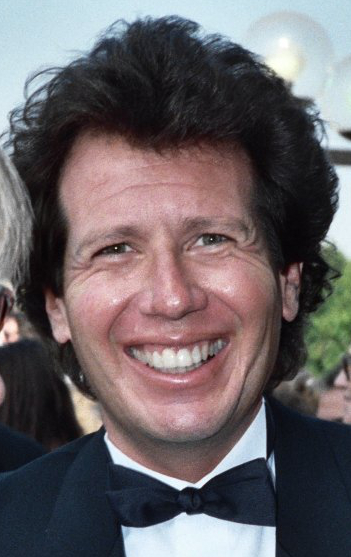
Гарри Шендлинг

- Авдиевский, Анатолий Тимофеевич (82) — украинский хоровой дирижёр, народный артист СССР (1983), Герой Украины (2003)[75].
- Блай, Мэгги (76 или 73) — американская актриса кино и телевидения[76].
- Кройф, Йохан (68) — нидерландский футболист и тренер, трёхкратный обладатель «Золотого мяча» (1971, 1973, 1974), один из лучших футболистов XX века; рак лёгких[77].
- Махан, Тибор (77) — американский философ[78].
- Сычёв, Владимир Васильевич (92) — советский учёный в области аэромеханики, член-корреспондент РАН (1991; член-корреспондент АН СССР с 1979)[79].
- Хамнер Эрл (92) — американский сценарист и продюсер («Уолтоны», «Фэлкон Крест»)[80].
- Херлиц, Эстер (94) — израильский политический деятель и дипломат, лауреат премии Израиля за выдающийся вклад в государственную и общественную деятельность (2015)[81].
- Циликин, Дмитрий Владимирович (54) — российский актёр, журналист, фотограф, музыкальный и театральный критик[82].
- Цицеро, Роже (45) — немецкий певец (крунер), поп- и джаз-исполнитель[83][84].
- Шендлинг, Гарри (66) — американский актёр, комик[85].

## 23 марта

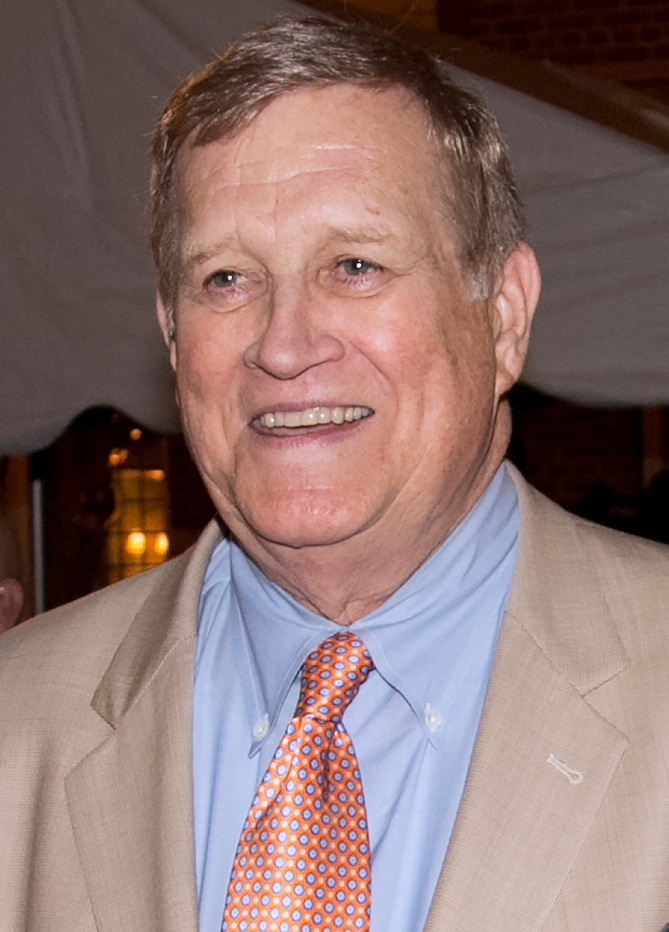
Кен Ховард

- Баргеловский, Марек (73) — польский актёр театра, кино, радио и телевидения; также актёр озвучивания и театральный режиссёр[86].
- Григорян, Гегам Миронович (64) — армянский оперный певец (тенор), народный артист Армянской ССР (1985)[87].
- Мегед, Аарон (95) — израильский писатель и драматург[88].
- Райли, Джимми (68) — ямайский музыкант[89].
- Сидоров, Дмитрий Иванович (53) — российский режиссёр-документалист[90].
- Солана Моралес, Фернандо (82) — мексиканский государственный деятель, министр иностранных дел Мексики (1988—1993)[91].
- Ткачук, Валерий Александрович (61)[значимость?] — российский актёр театра и кино, режиссёр, солист Сызранского драматического театра им. А. Н. Толстого (с 1994)[92].
- Ховард, Кен (71) — американский актёр («Поющие в терновнике»)[93].
- Шушарин, Николай Александрович (64)[значимость?] — советский и российский актёр театра Ленком и кино (12 стульев, Трактир на Пятницкой, Прощальная гастроль Артиста, Юнона и Авось, Уснувший пассажир, Петербургские тайны, Линия защиты)[94].

## 22 марта

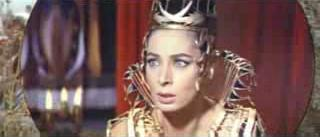
Рита Гэм

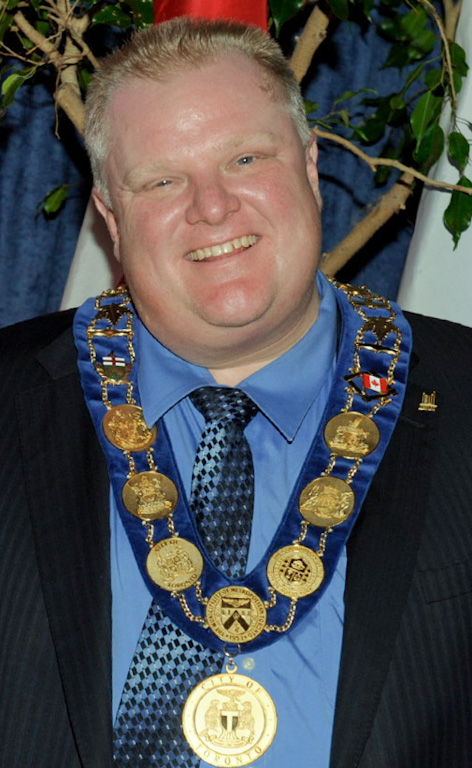
Роб Форд

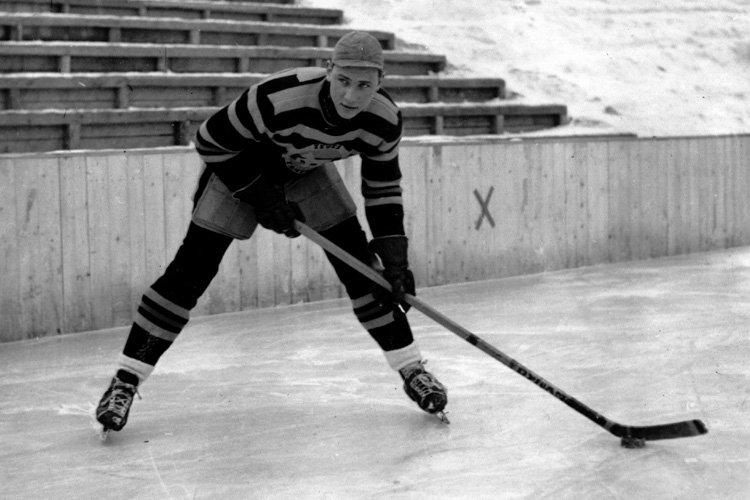
Аарне Хонкаваара

- Phife Dawg (45) — американский рэпер, музыкант и актёр[95].
- Больших, Николай Вячеславович (67) — советский автогонщик, неоднократный чемпион СССР, победитель и призёр международных соревнований[96].
- Вигдергауз, Борис Абрамович (93) — участник Великой Отечественной войны, полковник медицинской службы, участник штурма Рейхстага[97].
- Гайоз (Кератишвили) (71) — епископ Грузинской православной церкви, митрополит Цилканский и Урбнисский (1972—1978)[98].
- Гэм, Рита (88) — американская актриса, лауреат «Серебряного медведя» Берлинского кинофестиваля за лучшую женскую роль (1962)[99].
- Доусон, Глен (103) — американский альпинист и скалолаз, один из первовосходителей ряда вершин хребта Сьерра-Невада (США)[100].
- Ибрагимбеков, Максуд Мамед Ибрагим оглы (80) — азербайджанский писатель и киносценарист, народный писатель Азербайджана, брат Рустама Ибрагимбекова[101].
- Князева, Татьяна (58)[значимость?] — российская актриса Удмуртского русского драматического театра и Екатеринбургского ТЮЗа и кино[102].
- Коваленко, Леонид Константинович (82) — советский комбайнёр совхоза имени В. И. Ленина (Оренбургская область), Герой Социалистического Труда (1971)[103].
- Озган, Константин Константинович (76) — абхазский государственный деятель, министр иностранных дел Абхазии (1996—1997)[104].
- Пахомов, Владимир Иванович (69)[значимость?] — советский и российский хоровой дирижёр, художественный руководитель Самарского русского народного хора (1997—2013), главный художественный руководитель (с 2013), заслуженный деятель искусств Российской Федерации[105].
- Петров, Анатолий Николаевич (66)[значимость?] — советский и российский художник-акварелист[106].
- Сон Вэньконг (85) — китайский авиаконструктор, главный конструктор самолёта Chengdu J-10[107].
- Тюрин, Юрий Петрович (77) — советский и российский сценарист и актёр[108]
- Форд, Роб (46) — канадский государственный деятель, мэр Торонто (2010—2014)[109].
- Хонкаваара, Аарне (91) — финский хоккеист и тренер, старший тренер сборной Финляндии по хоккею с шайбой (1954—1959)[110].
- Цинклер, Владимир Борисович (78) — советский футболист, тренер («Зимбру»)[111].
- Элираз, Исраэль (79) — израильский поэт и драматург[112].

## 21 марта

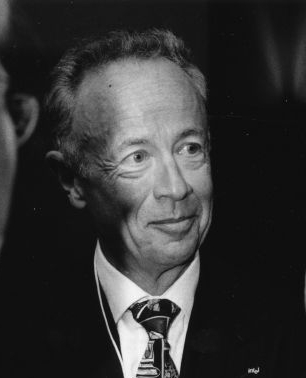
Эндрю Гроув

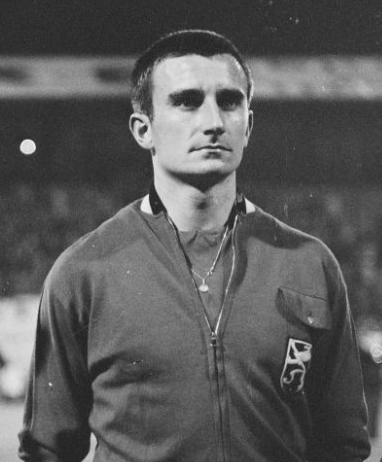
Жан Корнелис

- Андросов, Геннадий Иванович (76) — советский пловец, чемпион Европы в Лейпциге (1962) на дистанции 400 м комплексным плаванием, бронзовый призёр чемпионата Европы в Утрехте (1966) на дистанции 1500 м вольным стилем, заслуженный мастер спорта СССР (1963)[113].
- Браун, Питер (80) — американский актёр[114].
- Вазагов, Тимур Владимирович (60) — российский военный деятель, генерал-лейтенант ВВС в отставке[115]
- Гроув, Эндрю (79) — американский предприниматель, один из основателей и руководителей корпорации Intel[116].
- Де Диего, Начо (53) — испанский актёр (Дежурная аптека)[117]
- Де Маттос, Томас (68) — уругвайский писатель[118].
- Дружинина, Елена Михайловна (71) — советский и российский скульптор[119].
- Ковальчук, Артём Анатольевич (34) — российский пауэрлифтер, серебряный призёр чемпионата Европы в Пльзене (2015)[120].
- Корнелис, Жан (74) — бельгийский футболист, игрок сборной Бельгии по футболу[121].
- Ларрейн, Рикардо (58) — чилийский режиссёр, лауреат Берлинского кинофестиваля (1992)[122][123].
- Новиков, Владимир Сергеевич (75) — советский и российский ботаник, директор Ботанического сада МГУ имени Ломоносова (с 1988 года)[124].
- Шелдон, Джеймс (95) — американский режиссёр[125].
- Эбелинг, Боб (89) — американский инженер НАСА, предсказавший крушение «Челленджера» STS-51L[126].

## 20 марта

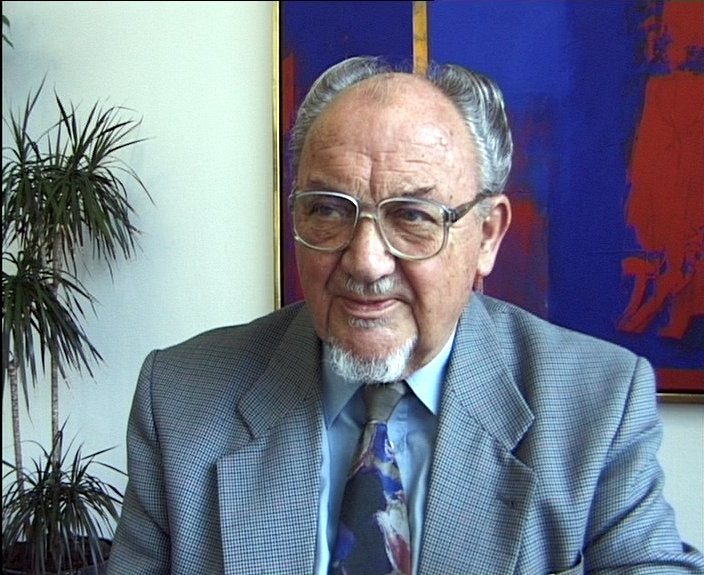
Анкер Йоргенсен

- Йоргенсен, Анкер (93) — датский государственный и политический деятель, премьер-министр Дании (1972—1973, 1975—1982)[127].
- Чьеф, Шандор (65) — венгерский боксёр, чемпион Европы (1973)[128].

## 19 марта

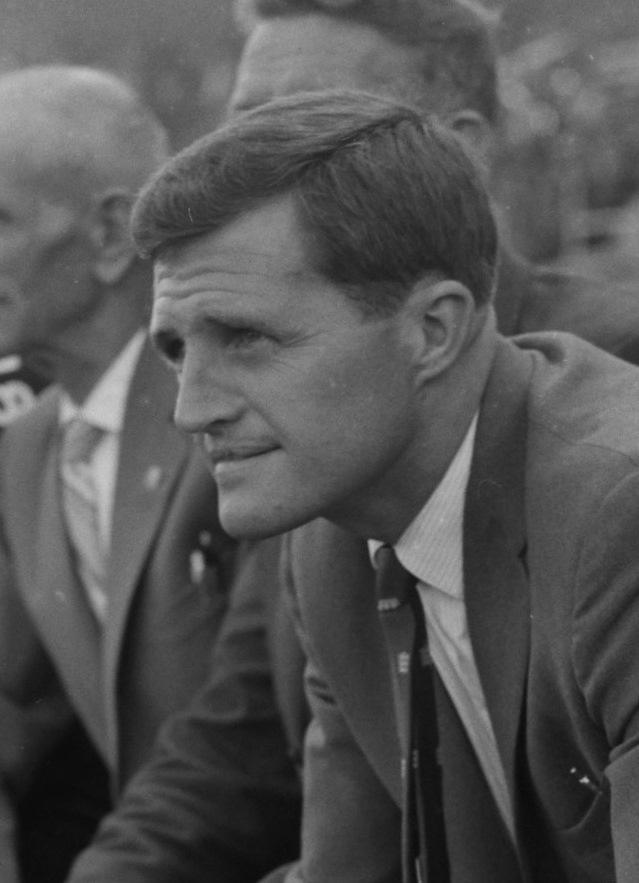
Джек Манселл

- Артече, Хосе Луис (85) — испанский баскский футболист, нападающий клуба «Атлетик» (Бильбао) (1950—1965)[129].
- Бриш, Аркадий Адамович (98) — советский учёный, один из разработчиков ядерного оружия, Герой Социалистического Труда (1983)[130].
- Гаий (71) — лишённый сана епископ Грузинской православной церкви, митрополит Цилканский (1972—1978), митрополит Урбнисский (1978), советский и грузинский филолог[131].
- Глухов, Аркадий Михайлович (91) — советский дипломат, Чрезвычайный и Полномочный Посол СССР в Боливии (1983—1987) и в Зимбабве (1987—1990)[132].
- Коваль, Анатолий Анатольевич (71) — советский футболист, выступавший в составе волгоградского «Ротора» (1972—1980)[133].
- Мэнселл, Джек (88) — английский футболист и тренер, главный тренер сборной Израиля по футболу (1980—1981)[134].
- Миеле, Анджело (93) — американский учёный в области механики процессов управления, астродинамики, аэродинамики, иностранный член РАН (1994)[135].
- Пакус, Игорь Альдорадович (61) — главный врач Государственного учреждения здравоохранения «Областная больница № 2» (Ростов-на-Дону), заслуженный врач Российской Федерации (1997); авиакатастрофа[136].
- Руфов, Семён Титович (87) — якутский писатель, прозаик и переводчик, заслуженный работник культуры Российской Федерации[137].
- Сечкин, Алексей Семенович (80) — начальник кафедры эксплуатации и применения космических средств Военно инженерной академии А. Ф. Можайского (1984—1992), заслуженный испытатель космодрома «Байконур», генерал-майор в отставке[138]

## 18 марта

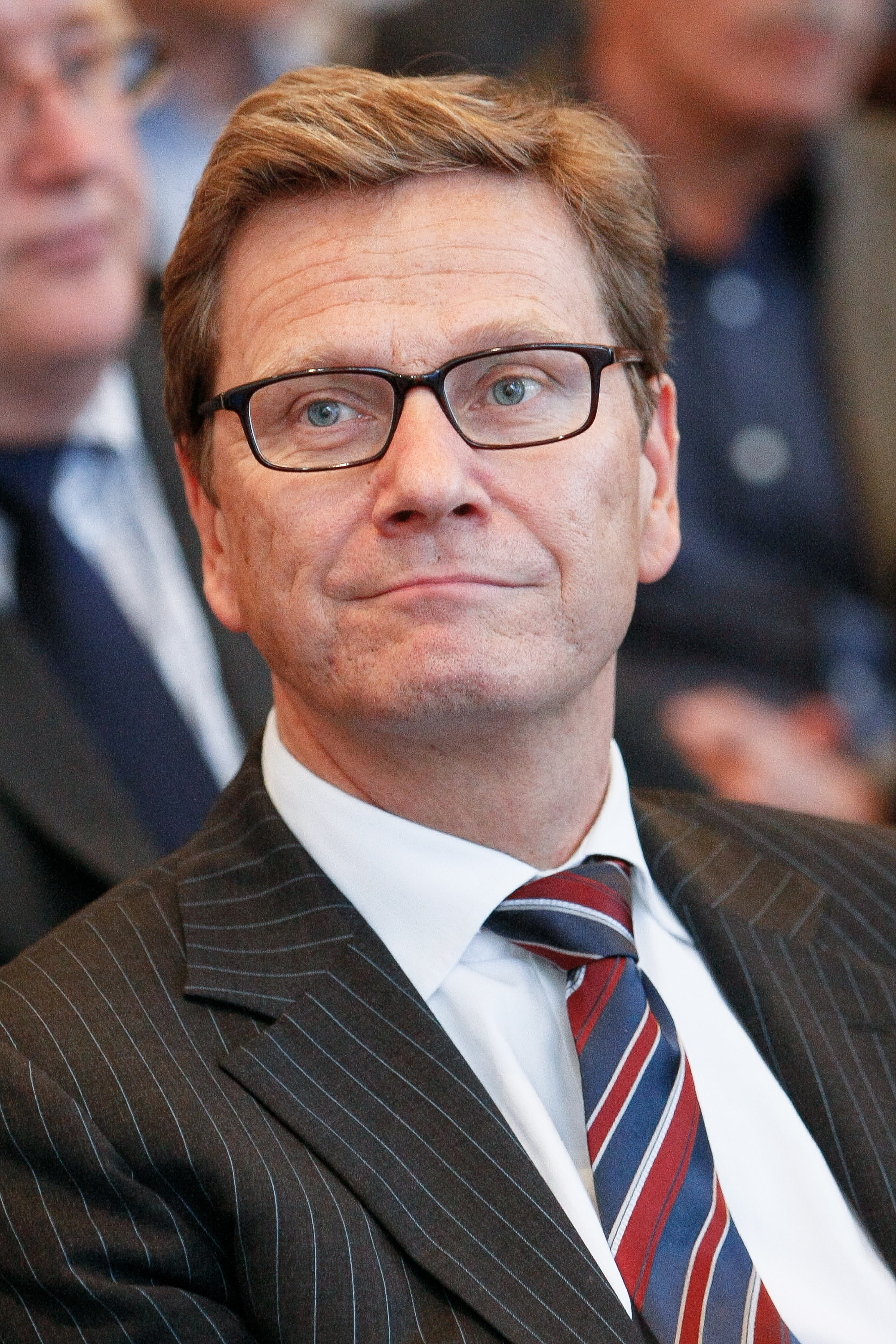
Гидо Вестервелле

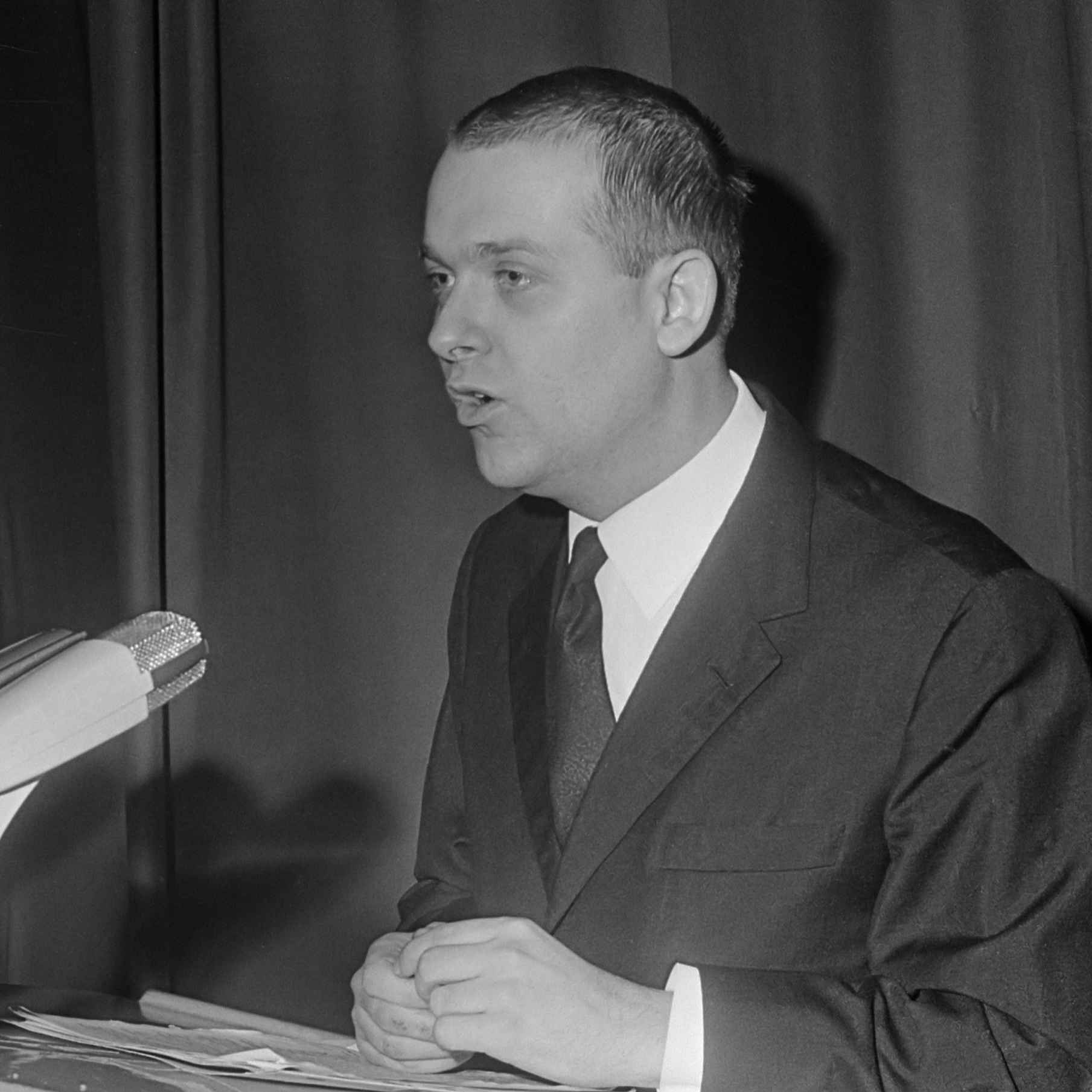
Ян Немец

- Абу Хассан, Аднан (57) — малайский композитор и музыкант[139].
- Вестервелле, Гидо (54) — немецкий государственный деятель, министр иностранных дел Германии (2009—2013)[140].
- Иган, Дэвид (61) — американский музыкант[141].
- Кизирян, Егише (89) — архиепископ Первопрестольного Эчмиадзина Армянской Апостольской церкви[142].
- Немец, Ян (79) — чешский режиссёр, педагог и актёр[143].
- Сантос Джо (84) — американский актёр[144].
- Танюк, Леонид Степанович (Лесь Танюк) (77) — украинский политик, общественный деятель, режиссёр, сценарист, народный артист Украины (2008)[145].
- Урри, Джон (70) — британский социолог[146].
- Фадеев, Александр Иванович (75)[значимость?] — композитор, заслуженный работник культуры России, отец Макса Фадеева[147].
- Хайнс, Барри (76) — американский писатель[148].
- Шпет, Лотар (78) — немецкий государственный деятель, премьер-министр Баден-Вюртемберга (1978—1991)[149].

## 17 марта

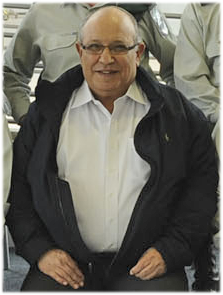
Меир Даган

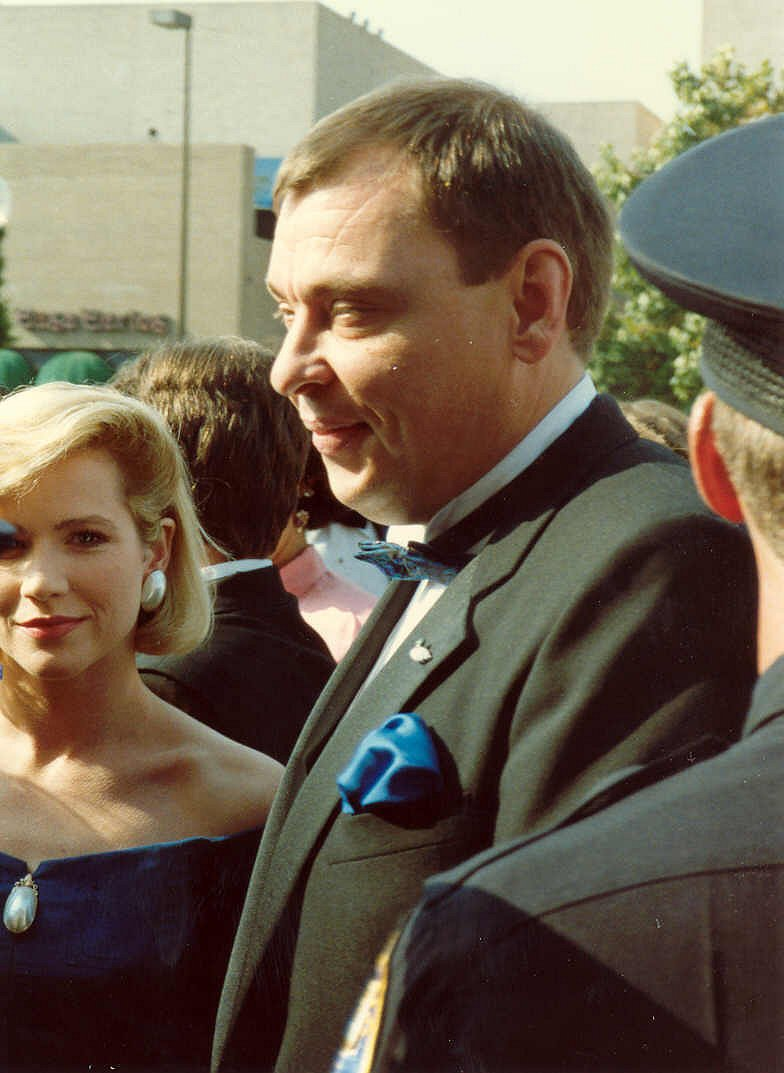
Ларри Дрейк

- Бандар ибн Сауд Аль Сауд (90) — член саудовской королевской семьи, восьмой сын короля Сауда ибн Абдель Азиз Аль Сауд[150].
- Бурстра, Андре (91) — нидерландский игрок в хоккей на траве, двукратный призёр летних Олимпийских игр: серебряный — в Хельсинки (1952), бронзовый — в в Лондоне (1948)[151] Архивная копия от 6 января 2009 на Wayback Machine.
- Даган, Меир (71) — генерал-майор армии Израиля, директор службы внешней разведки Израиля «Моссад» (2002—2011)[152].
- Дрейк, Ларри (67) — американский актёр[153].
- Дэниэлс, Пол (77) — британский иллюзионист[154].
- Зевелёв, Александр Владимирович (57) — российский и американский поэт и бард[155].
- Камонди, Золтан (55) — венгерский режиссёр, продюсер, сценарист и актёр[156].
- Колотильщикова, Татьяна Серафимовна (78) — советская артистка балета, балетмейстер и педагог, заслуженная артистка РСФСР (1968)[157]
- Коциняк, Мариан (80) — польский актёр[158].
- Маркус, Соломон (91) — румынский математик[159].
- Прохоренко, Александр Александрович (25) — российский военнослужащий, погибший в ходе спецоперации в Сирии, лейтенант; Герой России (2016, посмертно)[160].
- Тоффоли, Луис Карлос (52) — бразильский футболист[161]
- Янг, Стив (73) — американский музыкант[162].

## 16 марта
- Айя, Уилсон Ндоло (84) — кенийский государственный деятель, министр иностранных дел Кении (1990–1993)[163].
- Берёзов, Владимир Антонович (86) — советский партийный и государственный деятель, второй секретарь ЦК Компартии Литвы (1988—1990), народный депутат СССР[164].
- Богородский, Дмитрий Фёдорович (72) — художник-постановщик, член руководства Московского Союза художников, председатель правления Ассоциации художников театра, кино и ТВ, действительный член Академии киноискусства РФ, лауреат Государственной премии[какой?], сын художника Фёдора Богородского[165][166].
- Еремеев, Олег Аркадьевич (93) — советский живописец, народный художник Российской Федерации (1994), академик РАХ (2001)[167].
- Есенин-Вольпин, Александр Сергеевич (91) — советский и американский математик, поэт, диссидент, сын Сергея Есенина[168].
- Манин, Евгений Николаевич (87) — механизатор совхоза «Уральский», Герой Социалистического Труда (1968)[169].
- Сандер, Георг (92) — эстонский театральный художник[170].
- Синатра, Фрэнк-младший (72) — американский певец, актёр («Гриффины», «Спасатели Малибу») и композитор, сын Фрэнка Синатры[171].
- Тур, Кусалах Субагио (81) — индонезийский писатель и переводчик, в том числе русской классики[172].
- Ханженков, Сергей Николаевич (74) — советский диссидент[173].
- Шорт, Джин (62) — американский баскетболист, серебряный призёр чемпионата мира по баскетболу в Пуэрто-Рико (1974)[174].

## 15 марта

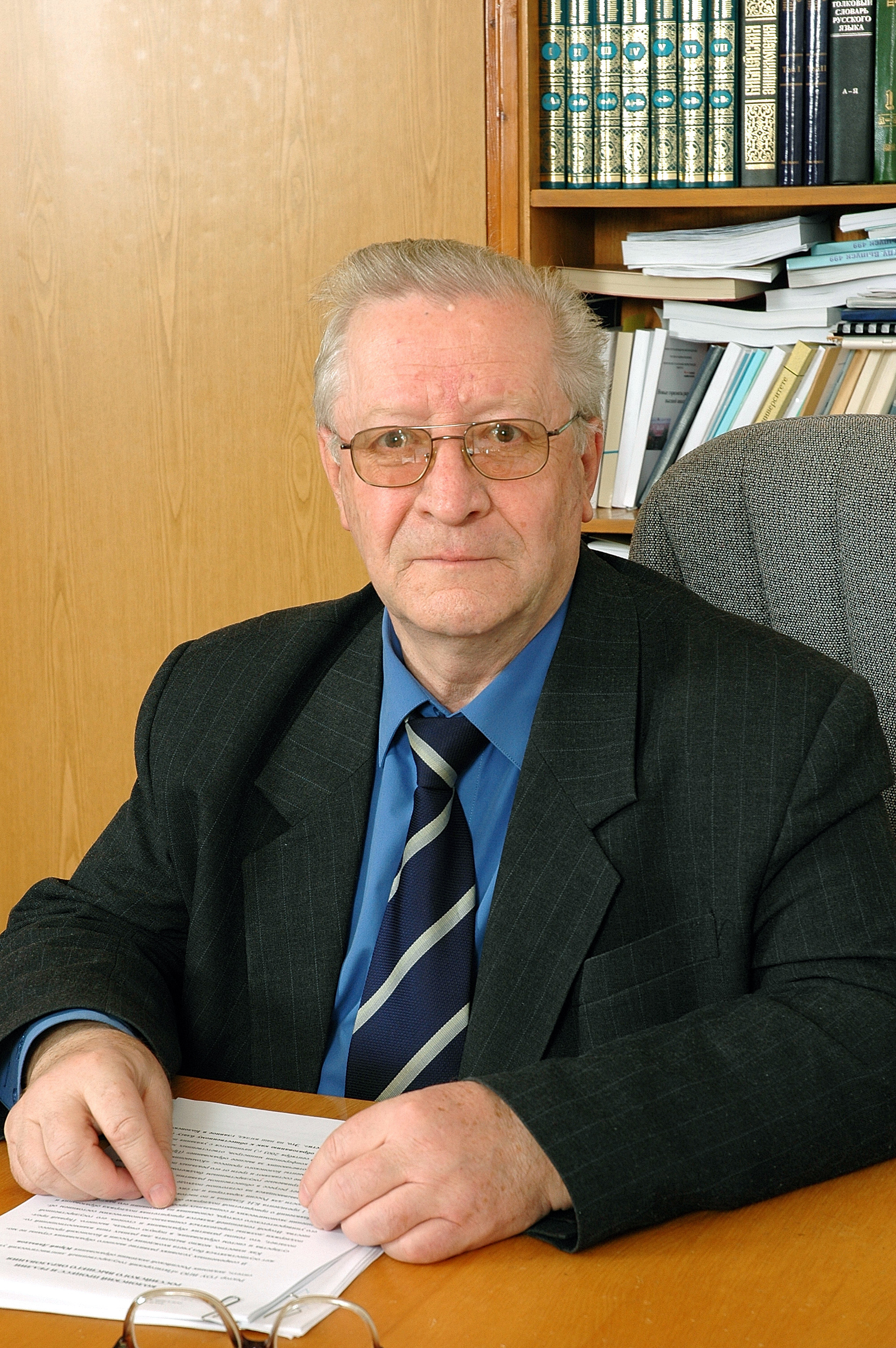
Юрий Давыдов

- Андерсон, Сильвия (88) — британская актриса и сценарист[175].
- Бёрк, Ричард (83) — ирландский государственный деятель, Европейский комиссар по вопросам налогообложения, защиты прав потребителей, транспорта и парламентских отношений (1977—1981), Европейский комиссар по Межведомственным отношениям и управлению (1982—1985)[176].
- Цэрэндэжидийн Гантумэр (80) — монгольский драматический артист[177].
- Давыдов, Юрий Степанович (78) — советский и российский экономист, ректор (1990—2005) и президент (с 2005) ПГЛУ, академик РАО (2004)[178].
- Дефрень, Жан (86) — бельгийский государственный деятель, председатель Палаты представителей бельгийского парламента (1980 и 1981—1988)[179].
- Ефрем (Лэш) (85) — священнослужитель Фиатирской архиепископии Константинопольского патриархата, архимандрит, известный английский литургист, филолог и переводчик[180].
- Кампф Серж (81) — французский предприниматель, основатель и президент компании Capgemini[181].
- Ланге, Пауль (85) — западногерманский гребец-канонист, чемпион летних Олимпийских игр в Риме (1960)[182].
- Рондова, Любка (78) — болгарская фолк-певица, исполнительница македонских народных песен, солистка ансамбля песни и танца имени Гоце Делчева[183]
- Фаткуллин, Альфред Рафаэлевич (52) — советский хоккеист, игрок клуба СК им. Урицкого (Казань) (1980—1984, 1985—1988, 1989—1990)[184].
- Юрин, Владимир Иванович (68) — советский футболист («Торпедо» Москва), тренер[185].
- Юсупов, Тимербай Юсупович (77) — советский и российский башкирский поэт и писатель, народный поэт Башкортостана, заслуженный работник культуры Российской Федерации, отец кинорежиссёра Булата Юсупова[186].

## 14 марта

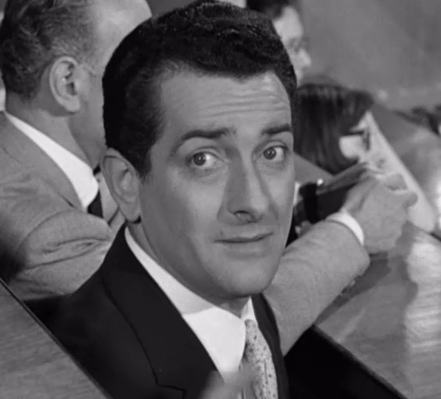
Риккардо Гарроне

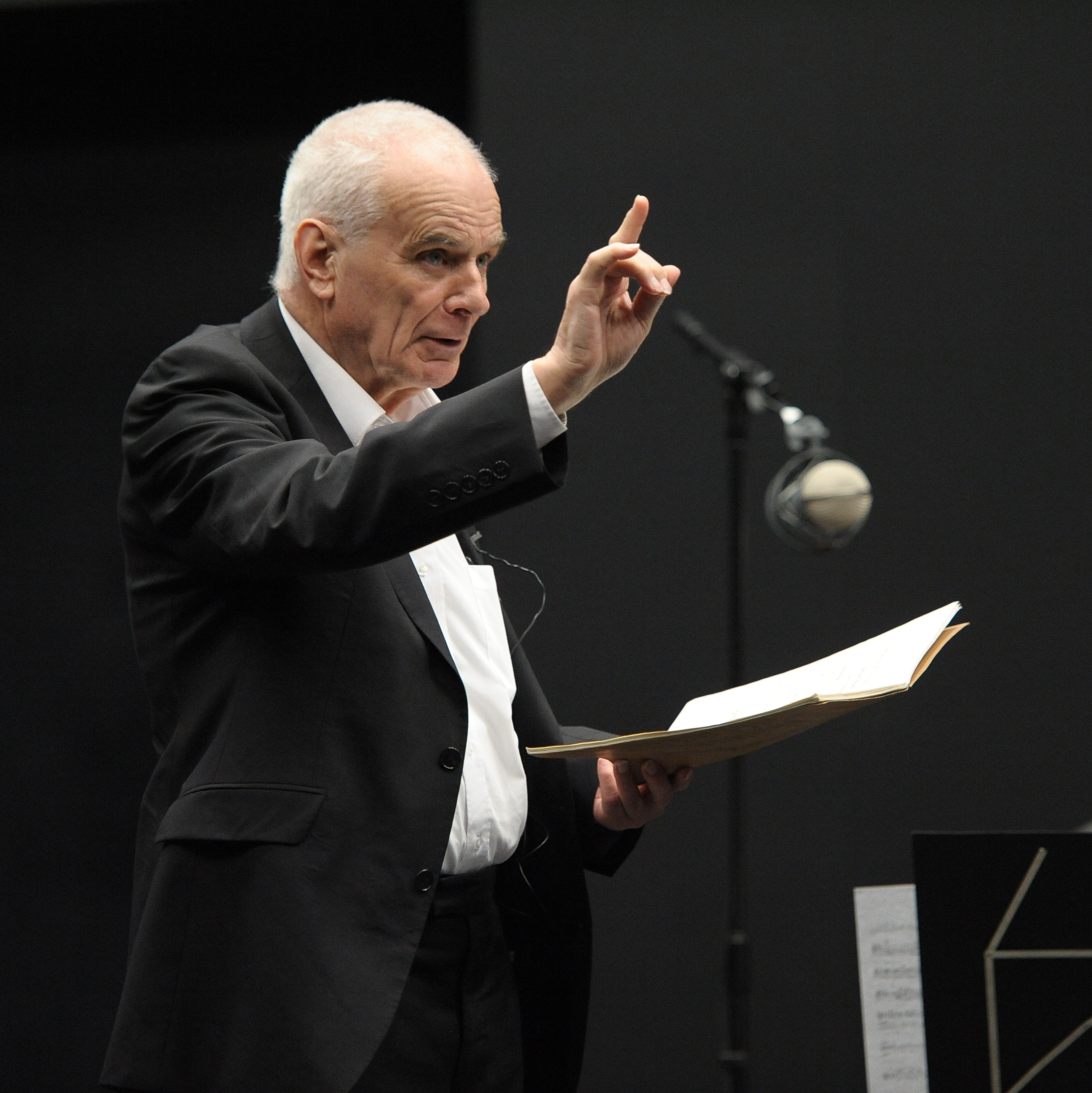
Питер Максвелл Дейвис

- Брейнер, Николау (75) — португальский актёр и режиссёр[187].
- Гарроне, Риккардо (89) — итальянский актёр[188].
- Дейвис, Питер Максвелл (81) — британский композитор[189].
- Ивонин, Виктор Алексеевич (89) — советский и российский спортивный функционер, заместитель председателя Спорткомитета СССР (1969—1984), начальник Главного управления спортивных лотерей (1984—1992), основатель лотереи «Спортлото»[190]
- Кан, Джон (88) — американский металлург, лауреат Национальной научной медали США[191].
- Лебедко, Валерий Константинович (64) — российский художник, академик РАЕН, доктор педагогических наук[192].
- Паркер, Стивен Ян (76) — американский филолог, глава русского отделения Канзасского университета, исследователь творчества Владимира Набокова, редактор журнала The Nabokovian[193].
- Раджапакша, Суранимала (67) — шри-ланкийский государственный деятель, министр школьного образования (2001—2004)[194].
- Харченко, Борис Михайлович (73) — советский и молдавский спортивный фотожурналист[195].[неавторитетный источник]
- Эллавала, Сурангани (76) — шри-ланкийский государственный деятель, губернатор Центральной провинции (с 2015 года)[196].

## 13 марта

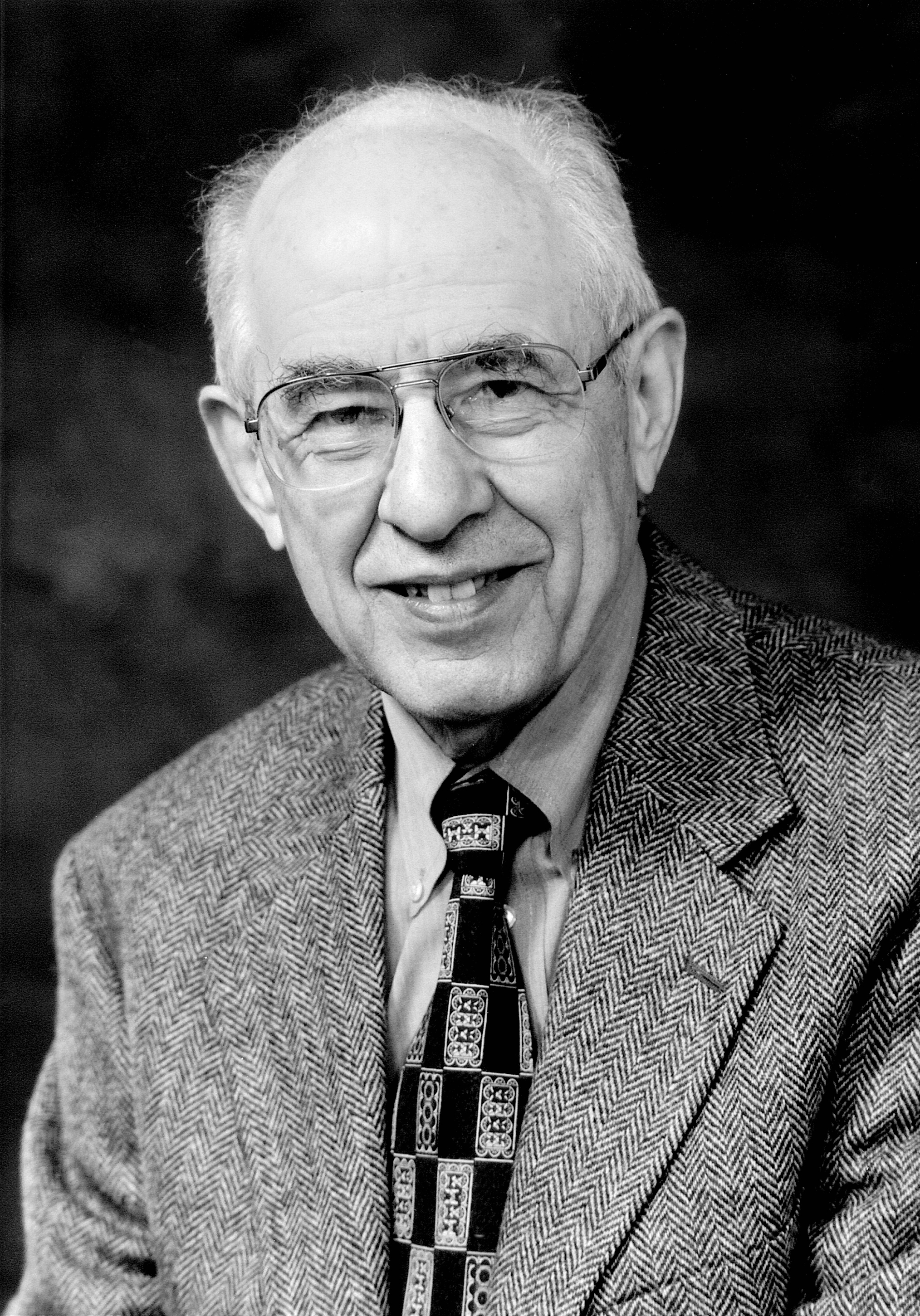
Хилари Патнэм

- Ахвердян, Овик Оганесович (78) — советский и армянский кинорежиссёр, лауреат Государственной премии Армянской ССР, заслуженный деятель искусств Республики Армения (2006)[197].
- Дэмэ, Масанобу (83) — японский режиссёр[198].
- Кропачёв, Георгий Борисович (85) — советский и российский художник-постановщик, режиссёр-постановщик, сценарист и актёр, заслуженный художник Российской Федерации (1997)[199].
- Патнэм, Хилари Уайтхолл (89) — американский философ[200].
- Прашантх, Сай (30) — индийский актёр («Игра в кости»); самоубийство[201]
- Чегодаева, Мария Андреевна (85) — советский и российский искусствовед и художественный критик, академик РАХ (2001)[202].

## 12 марта

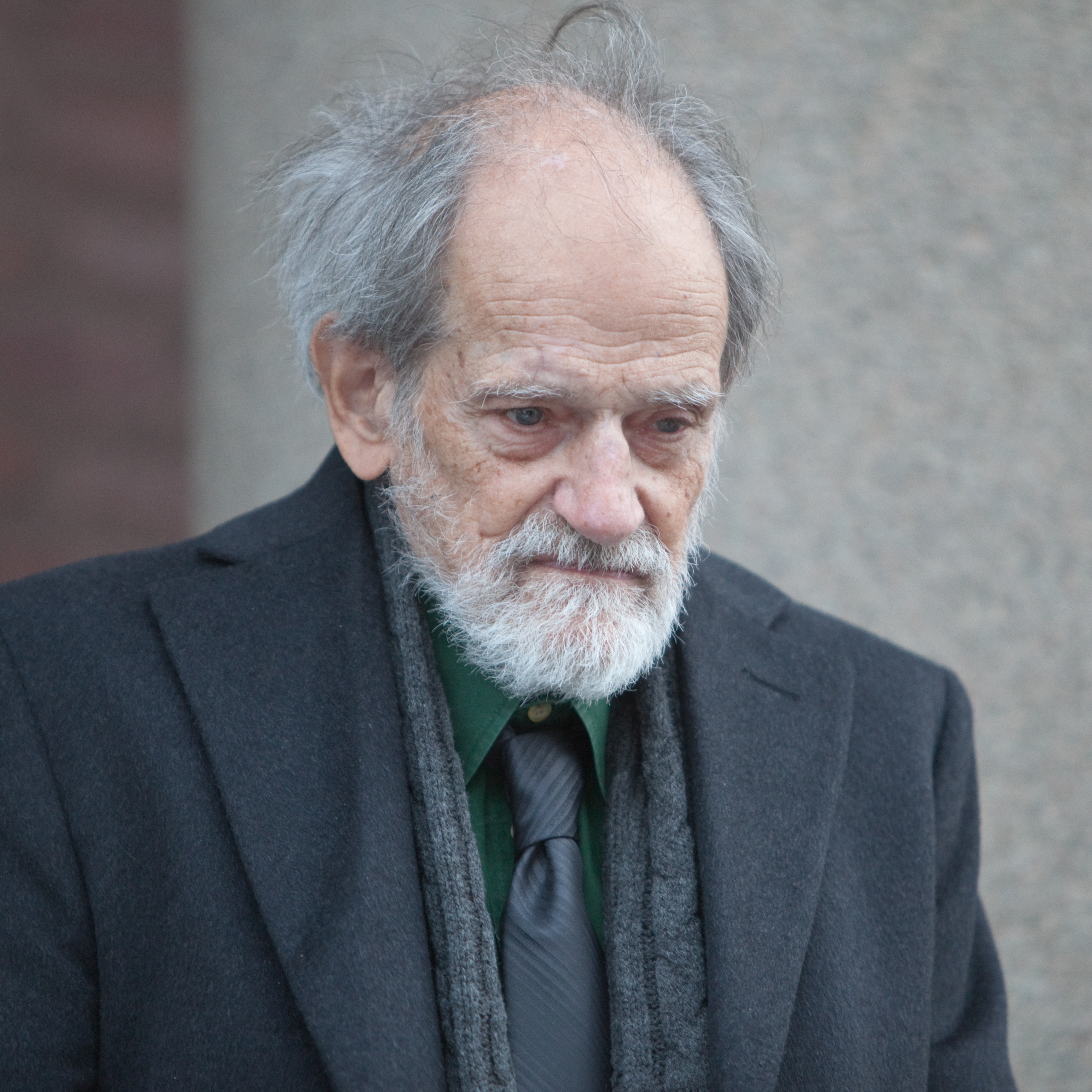
Ллойд Шепли

- Азад, Рафик (74) — бангладешский поэт[203].
- Белодворцева, Нина Андреевна (81) — советская и российская актриса Вольского драматического театра (с 1979), заслуженная артистка России (2002)[204]
- Волков, Гавриил Моисеевич (95) — председатель КГБ Молдавской ССР (1979—1989), генерал-лейтенант[205].
- Ибру, Феликс (80) — нигерийский государственный деятель, губернатор штата Дельта (1992—1993)[206].
- Лукьянченко, Татьяна Васильевна (84) — советский и российский учёный-саамовед[207].
- Маврин, Константин Алексеевич (81) — советский и российский учёный-геолог, доктор геолого-минералогических наук, профессор кафедры геологии и геохимии горючих ископаемых Саратовского государственного университета[208].
- Мендоса, Хильберто (72) — венесуэльский боксёр, президент Всемирной боксёрской ассоциации (1982—2015)[209].
- Шепли, Ллойд (92) — американский экономист и математик, лауреат Нобелевской премии по экономике (2012)[210].

## 11 марта

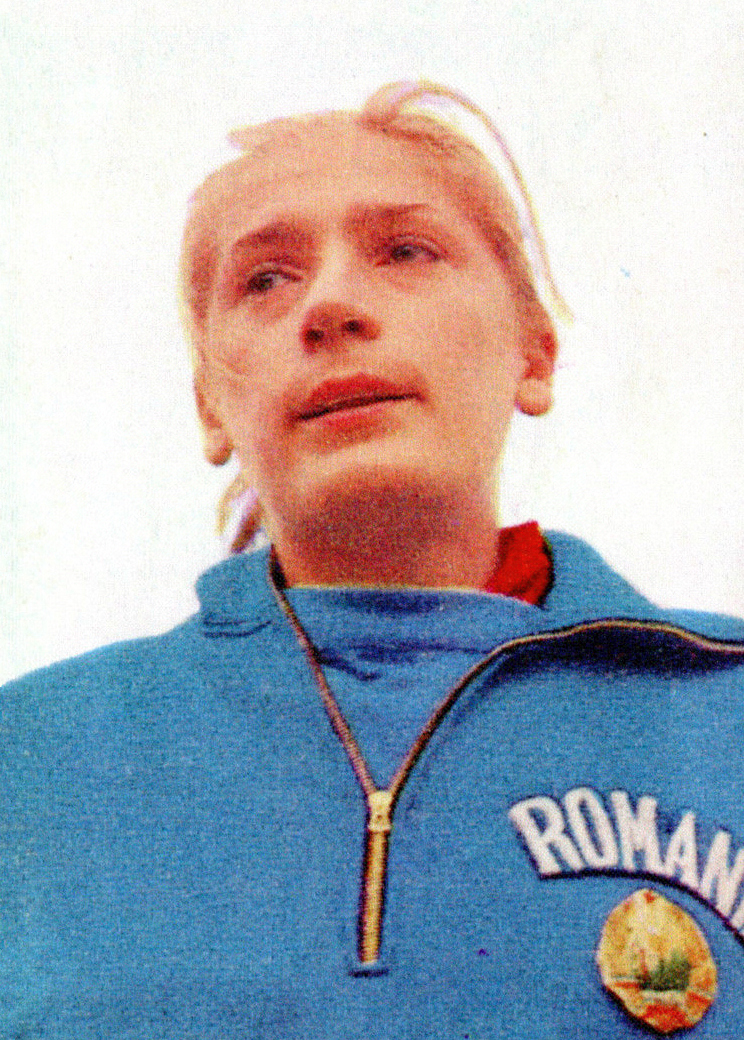
Иоланда Балаш

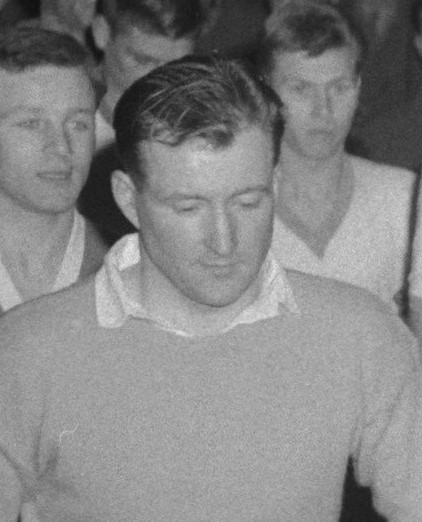
Билли Ричи

- Багдикян, Бен (96) — американский учёный и публицист[211].
- Балаш, Иоланда (79) — румынская легкоатлетка, чемпионка летних Олимпийских игр (1960) и (1964) по прыжкам в высоту[212].
- Лийвак, Ану (62) — эстонский искусствовед, директор музея KUMU (с 2009) и финской художественной галереи Retretti (2002—2008)[213].
- Максио, Ромуло (84) — аргентинский художник[214].
- Николич, Драган (72) — югославский и сербский актёр[215].
- Осорес Типальдос, Карлос (75) — панамский государственный деятель, вице-президент (1984), министр иностранных дел (1978—1981) Панамы[216].
- Ричи, Билли (79) — шотландский футболист, вратарь[217].
- Ройтман, Евгений Михайлович (68 или 69) — советский и украинский художник[218].
- Табра, Роже[фр.] (66) — французский поэт, автор текстов песен[219].

## 10 марта

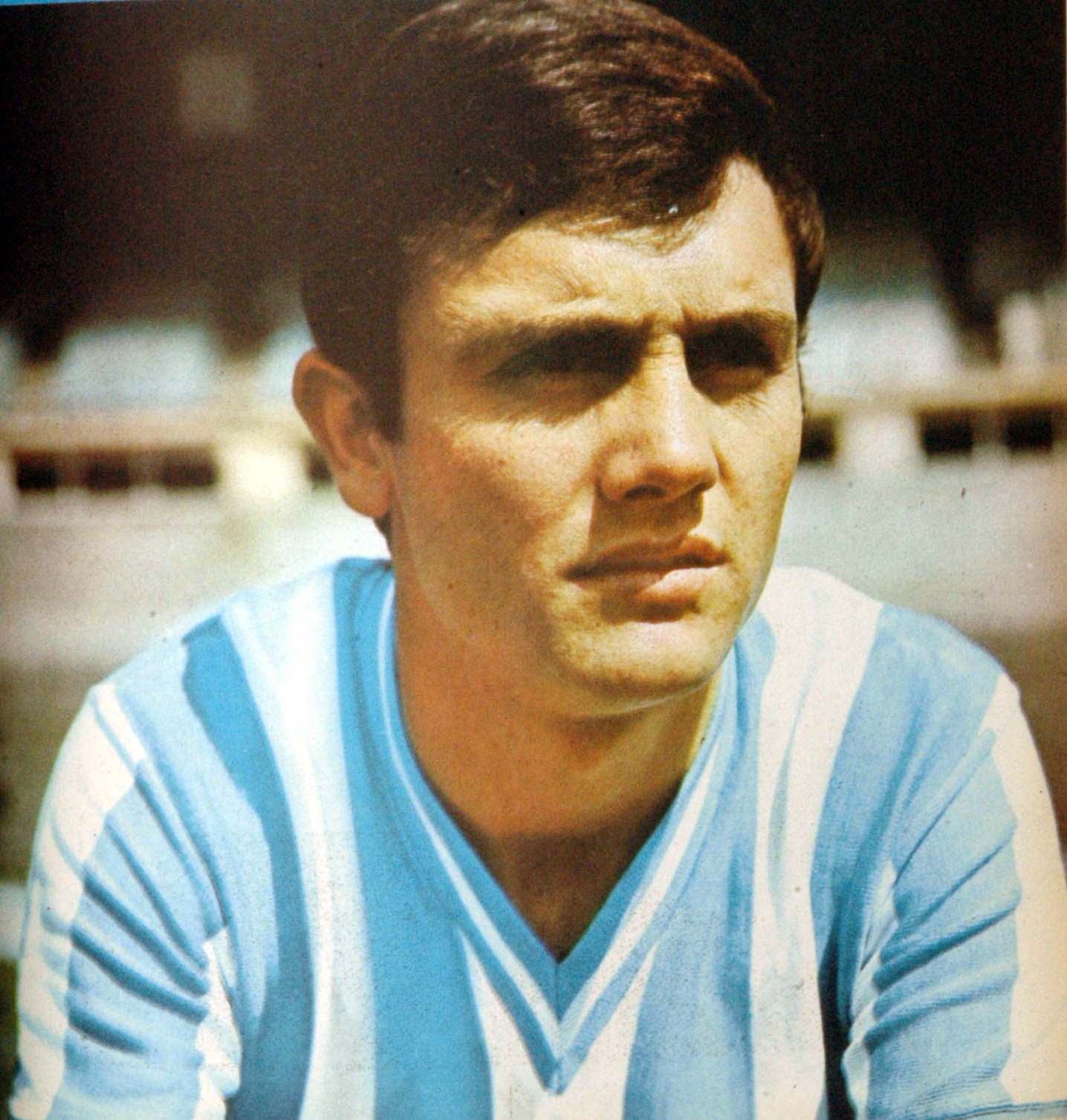
Роберто Перфумо

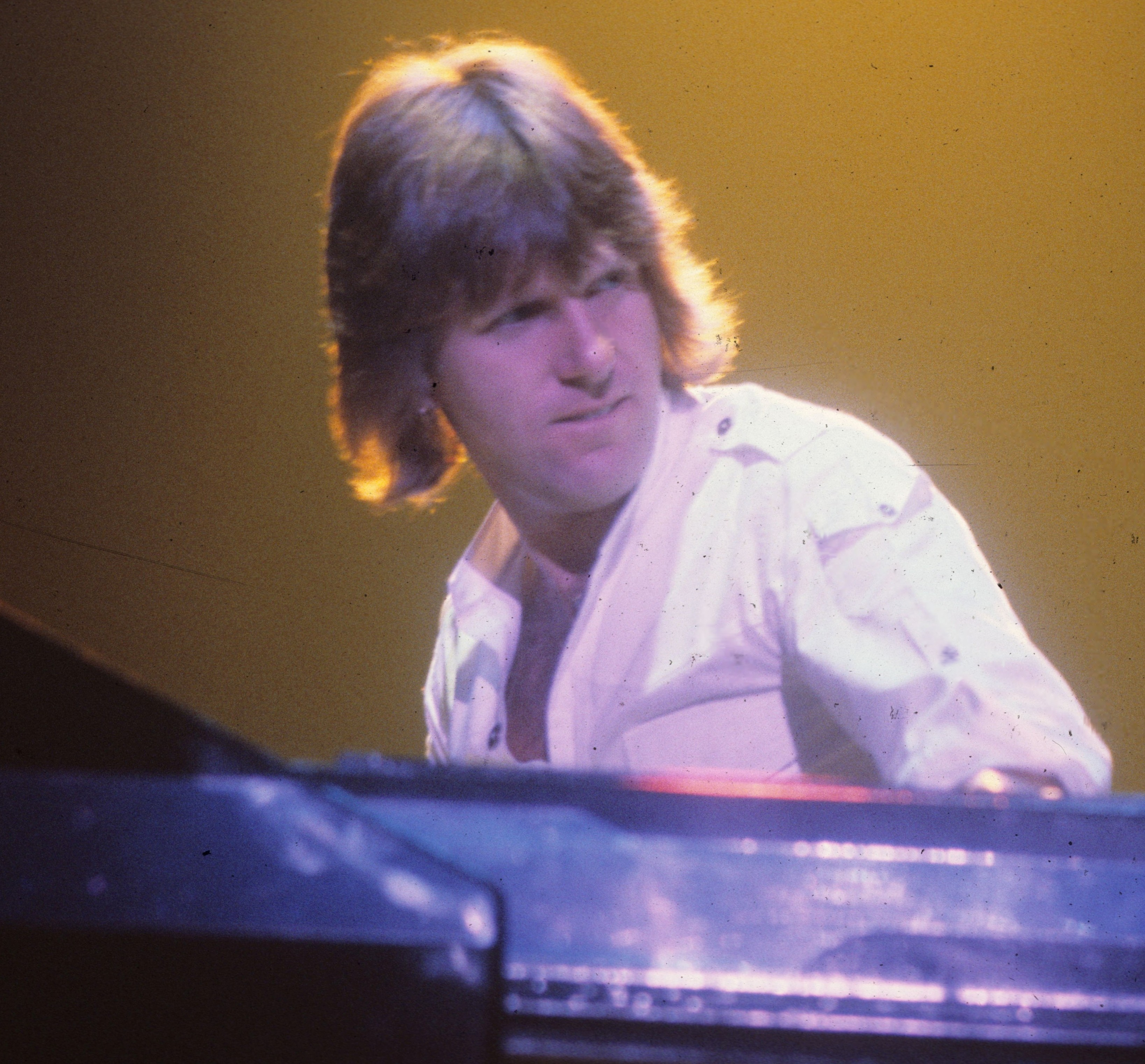
Кит Эмерсон

- Адам, Кен (95) — американский художник-постановщик, двукратный лауреат кинопремии «Оскар» (1975, 1994)[220].
- Андерсон, Эрнестин (87) — американская певица[221].
- Брукнер, Анита (87) — английская писательница и историк искусства[222].
- Гадсби, Билл (88) — канадский хоккеист, капитан «Чикаго Блэкхокс» (1952—1954)[223].
- Грант, Гоги (91) — американская певица[224].
- Лийвак, Ану (62) — эстонский историк искусства и критик[225].
- Перфумо, Роберто (73) — аргентинский футболист[226].
- Салонга, Ховито (95) — филиппинский государственный деятель, президент Сената Филиппин (1987—1992)[227].
- Эмерсон, Кит (71) — британский рок-музыкант, клавишник, композитор (Emerson, Lake & Palmer)[228].
- Эстье, Клод (90) — французский политик, лидер группы социалистов в Сенате (1988—2004)[229].

## 9 марта

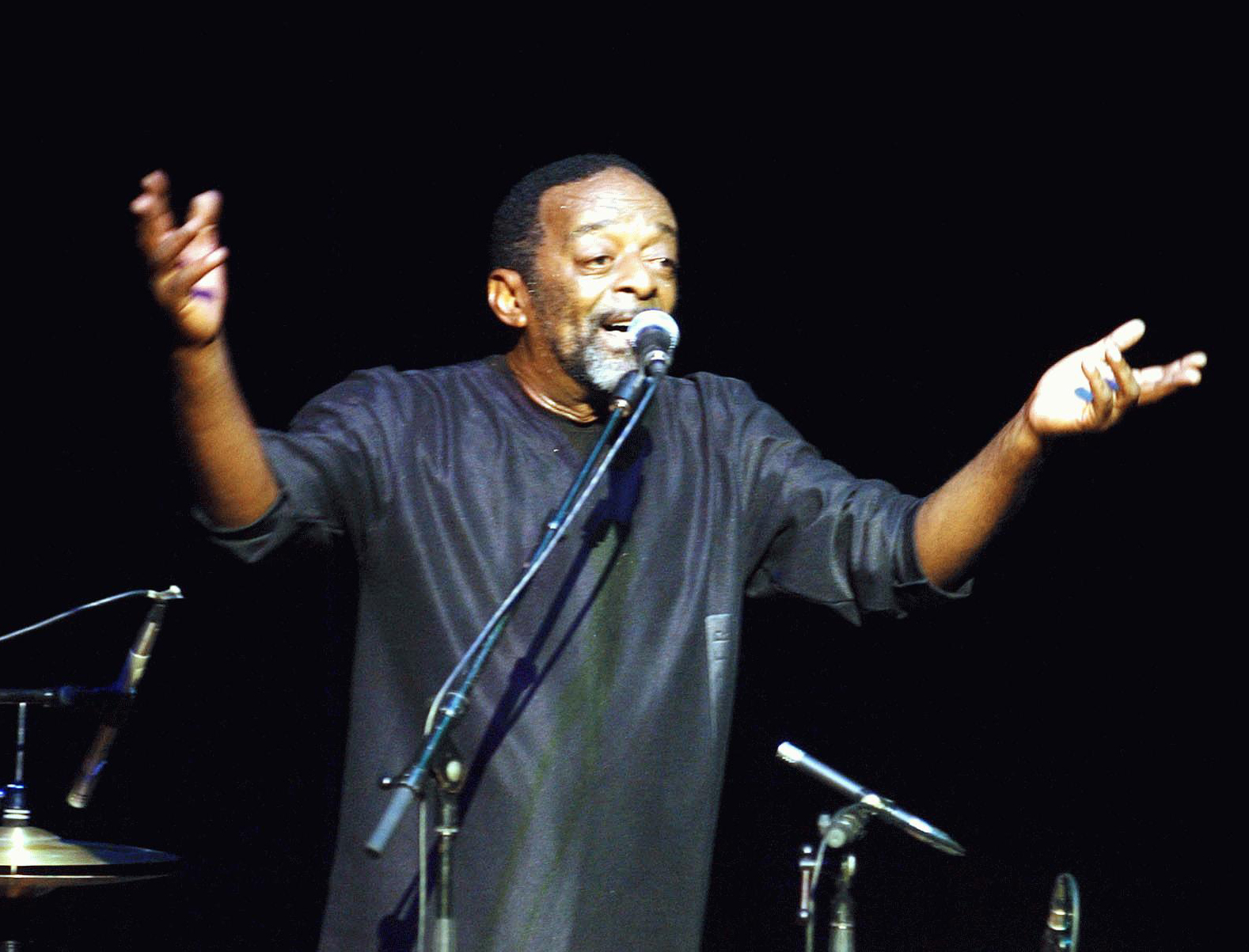
Нана Васконселос

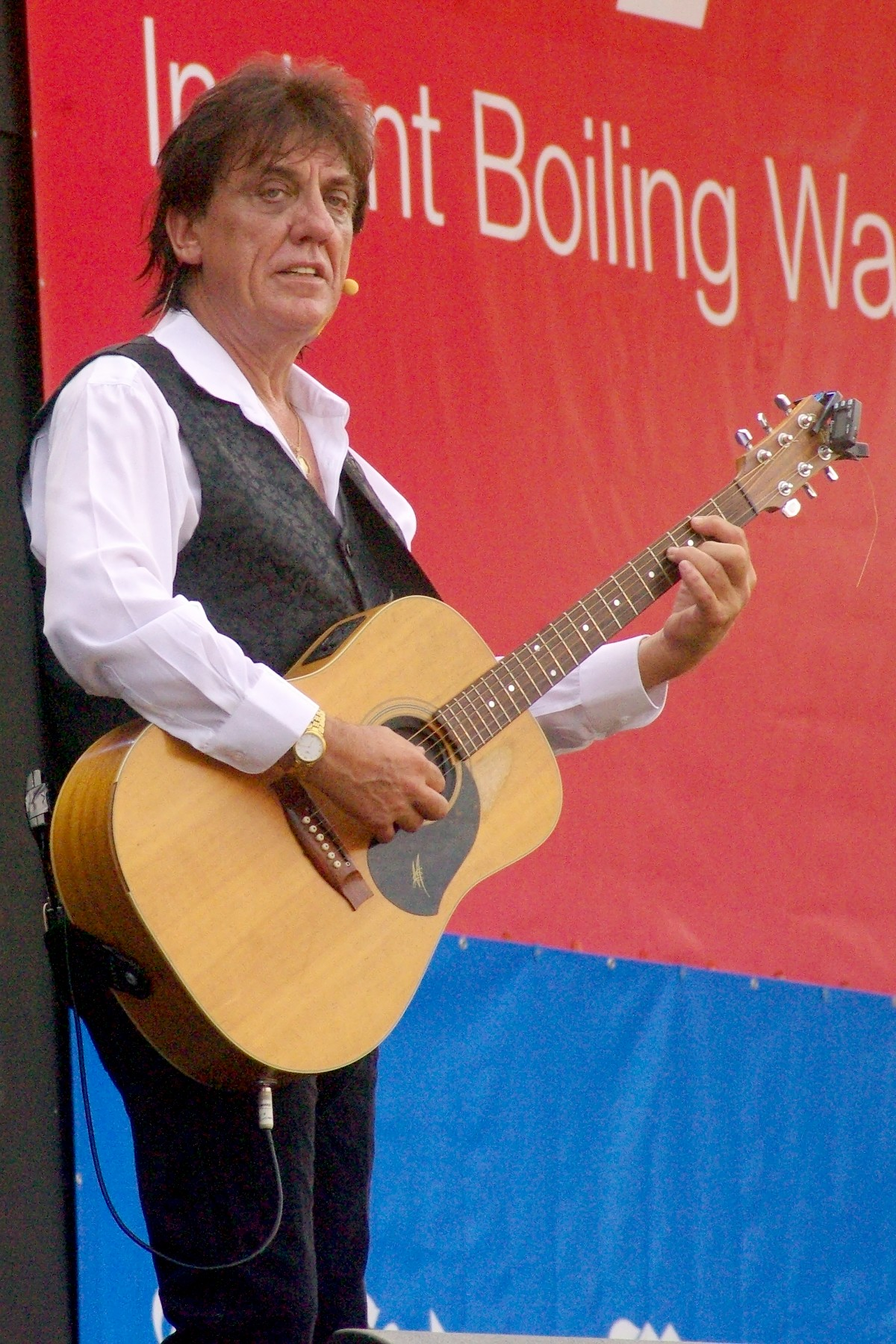
Джон Инглиш

- Арельяно Старк, Серхио (94) — чилийский отставной генерал, руководитель спецподразделения «Караван смерти»[230].
- Васконселос, Нана (71) — бразильский певец и музыкант[231].
- Волков, Сергей Васильевич (80) — советский учёный в области физико-неорганической химии и химии ионных расплавов, основоположник научной школы высокотемпературной координационной химии. Академик Национальной академии наук Украины[232].
- Грифф, Рэй (75) — канадский автор-исполнитель[233].
- Гутфренд, Джон (86) — американский финансист, экс-глава Salomon Brothers (1978—1991), прозванный «королём Уолл-стрит»[234].
- Инглиш, Джон (66) — австралийский музыкант, певец, автор песен и актёр[235].
- Кшишиха, Рышард (?) — польский театральный режиссёр[236].
- Косев, Кирил (96) — болгарский военный деятель, генерал-полковник, участник Второй мировой войны[237].
- Лавлетт, Клайд (86) — американский баскетболист[238].
- Ларсен, Ральф (77) — американский предприниматель, генеральный директор Johnson & Johnson (1989—2002)[239].
- Филимоненко, Василий Александрович (94) — начальник УВД Новгородской области (1969—1982), генерал-майор милиции в отставке[240].

## 8 марта

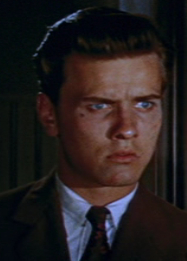
Ричард Давалос

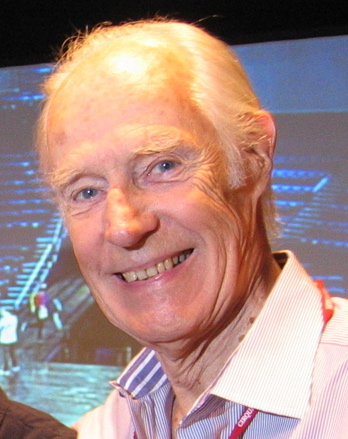
Джордж Мартин

- Алиев, Фикрет (76) — советский и азербайджанский актёр («Земля, море, огонь, небо», «Кура неукротимая»), режиссёр и сценарист[241].
- Богомолов, Глеб Сергеевич (82) — российский художник-абстракционист, представитель ленинградского андеграунда[242].
- Давалос, Ричард (80) — американский актёр[243].
- Жунушалиева, Сайнабубу (79) — советская и киргизская актриса, заслуженная артистка Киргизской ССР[244].
- Зенн, Альфред (84) — американский историк, специалист по истории Литвы[245].
- Мартин, Джордж Генри (90) — британский музыкальный продюсер[246].
- Рабинович, Ефим Михайлович (78) — советский и российский металлург, директор завода «Ванадий-Тула» (1992—2003), лауреат Государственной премии СССР[247].
- Хартли, Томас Гордон (85) — американский ботаник.

## 7 марта
- Гасымов, Ариф (65) — советский и азербайджанский актёр[248].
- Кухарский, Бела (75) — венгерский футболист, участник чемпионата мира (1962)[249].
- Мин Энзе (92) — китайский химик[250].
- Найтс, Брайан (72)[значимость?] — британский спортивный комментатор[251].
- Петков, Любен (76) — болгарский писатель, директор издательства «Отечество» (1993—2016)[252].
- Ревенко, Валериан (75) — молдавский государственный деятель, министр здравоохранения и социальной защиты Республики Молдова (2005)[253].
- Решетин, Андрей Георгиевич (88) — советский и российский учёный, доктор технических наук, лауреат Ленинской премии. Разработчик спускаемых аппаратов космических кораблей типа «Союз» и «Зонд»[254].
- Рэмон, Жан-Бернар (90) — французский государственный деятель, министр иностранных дел Франции (1986—1988)[255].
- Уайт, Майкл (80) — британский продюсер[256].
- Шевченко, Юрий Николаевич (89) — советский и украинский ученый в области механики, академик Национальной Академии Наук Украины[257].
- Юров, Геннадий Евлампиевич (78) — советский и российский писатель и журналист[258].

## 6 марта

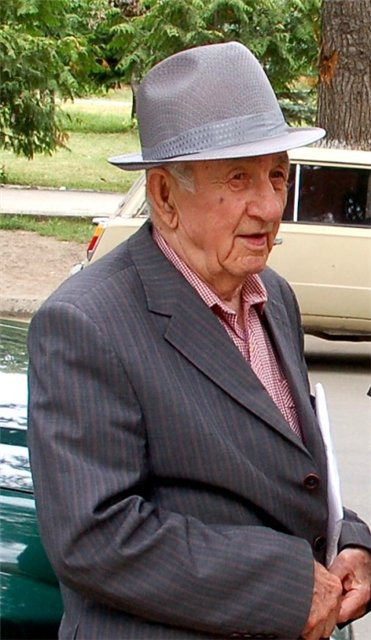
Знаур Гассиев

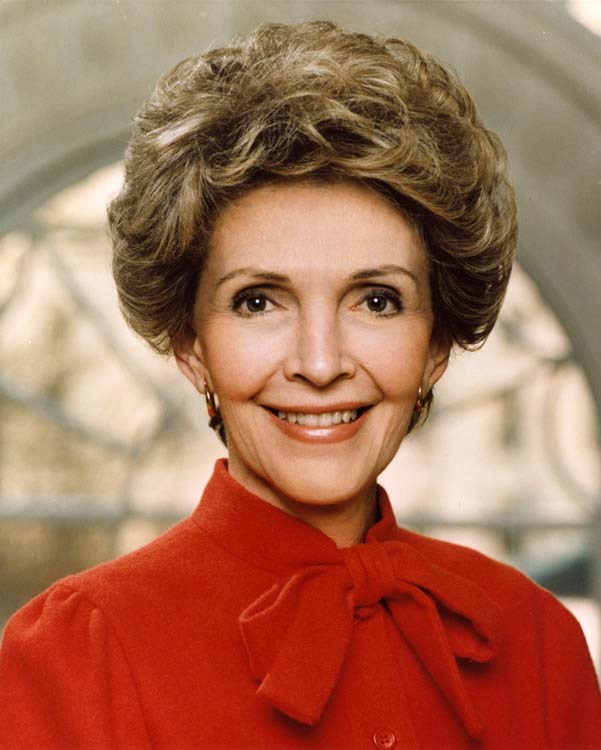
Нэнси Рейган

- Айханов, Абильсеит Рустемович (77) — советский и казахстанский спортсмен, мастер спорта международного класса по вольной борьбе (1958), 11-кратный чемпион Казахстана в тяжёлом и полутяжёлом весе (1958—1969)[259].
- Александрович, Анатолий Константинович (93) — советский и российский певец, народный артист РФ (1995)[260].
- Анциферов, Владимир Никитович (82) — советский и российский материаловед, академик РАН (2000)[261].
- Баулин, Василий Афанасьевич (75) — советский и российский хирург, заслуженный врач РСФСР[262]
- Гассиев, Знаур Николаевич (90) — советский и южноосетинский государственный и общественный деятель, председатель Верховного Совета (1991—1992) и спикер парламента Южной Осетии (2004—2009)[263].
- Калабхаван Мани (45) — индийский актёр[264].
- Кушак, Юрий Наумович (79) — советский и российский детский поэт[265].
- Очоли, Джеймс (55) — нигерийский государственный деятель, министр труда (с 2015)[266].
- Ралли, Альдо (80) — итальянский актёр[267].
- Рейган, Нэнси (94) — вдова 40-го президента США Рональда Рейгана, первая леди США (1981—1989)[268].
- Ростворовски, Мария (100) — перуанский историк, специалист по истории империи инков[269].
- Сибаев, Мингалим Минсалимович (55) — советский и российский альпинист, чемпион СССР и России по альпинизму[270].
- Трунова, Лилия Алексеевна (87) — советский и российский иммунолог, член-корреспондент АМН СССР (1986), член-корреспондент РАН (2014)[271].

## 5 марта

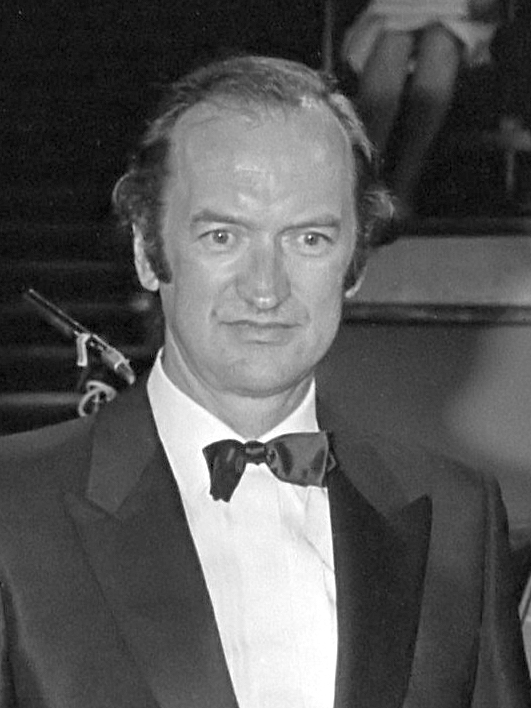
Николаус Арнонкур

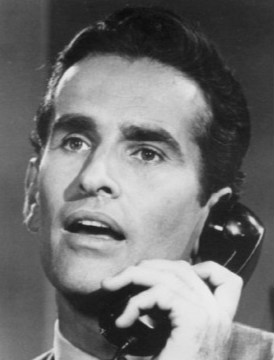
Джеймс Дуглас

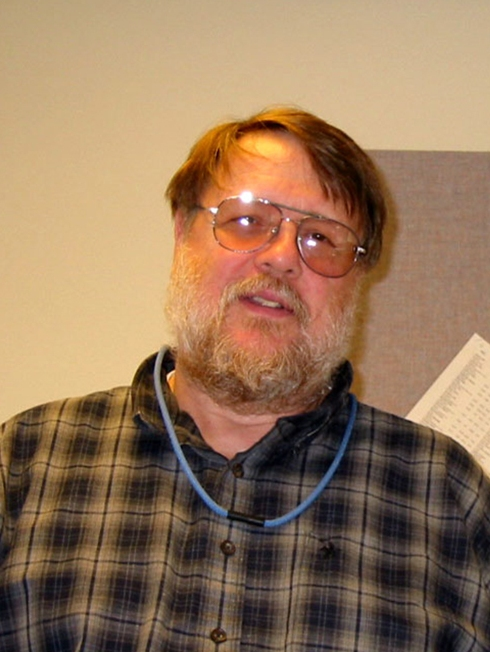
Рэй Томлинсон

- Ариани, Джорджо (74) — итальянский актёр[272].
- Арнонкур, Николаус (86) — австрийский дирижёр и хормейстер, гамбист, музыковед[273].
- Асунсьон, Антонио (64) — испанский государственный деятель, министр внутренних дел Испании (1993—1994)[274].
- Дуглас, Джеймс — американский актёр[275].
- Джон Чарльз Шотто Дуглас, 21-й граф Мортон (88) — граф Мортон (с 1976 года)[276].
- Захаров, Павел Павлович (82) — советский альпинист, начальник учебной части альпинистского лагеря «Узункол»[277].
- Зайцев, Юрий Иванович (78) — советский и российский учёный, руководитель пресс-службы Института космических исследований (с 1968 года)[278].
- Катунов, Александр Григорьевич (65) — российский актёр Краснодарского драматического театра им. М. Горького и кино (Морской патруль), заслуженный артист России (1994)[279].
- Кауч, Пол (51) — австралийский игрок в австралийский футбол[280].
- Крупенина, Лидия Ивановна (87) — советская и российская балерина и балетмейстер, солистка Новосибирского театра оперы и балета, народная артистка СССР (1971)[281].
- Лифанов, Иван Кузьмич (73) — советский и российский математик, специалист по численным методам решения интегральных уравнений, преимущественно в задачах аэродинамики[282].
- Мончинский, Леонид Васильевич (80) — советский и российский писатель, сценарист, соавтор повести «Чёрная свеча», отец митрополита Белгородского и Старооскольского Иоанна[283].
- Олейник, Василий Павлович (56) — советский хоккеист («Металлург» Новокузнецк)[284].
- Сквирри, Рафаэль (90) — аргентинский поэт и художественный критик[285].
- Томлинсон, Рэй (75) — американский программист[286].
- Хасан ат-Тураби (84) — суданский государственный и духовный деятель, министр иностранных дел (1989)[287].
- Чайка, Юрий Викторович (72) — главный режиссёр Днепропетровского театра оперы и балета, народный артист Украины[288].
- Эйлерсгард, Пер (?) — американский предприниматель, владелец и председатель правления компании STARCO[289].

## 4 марта

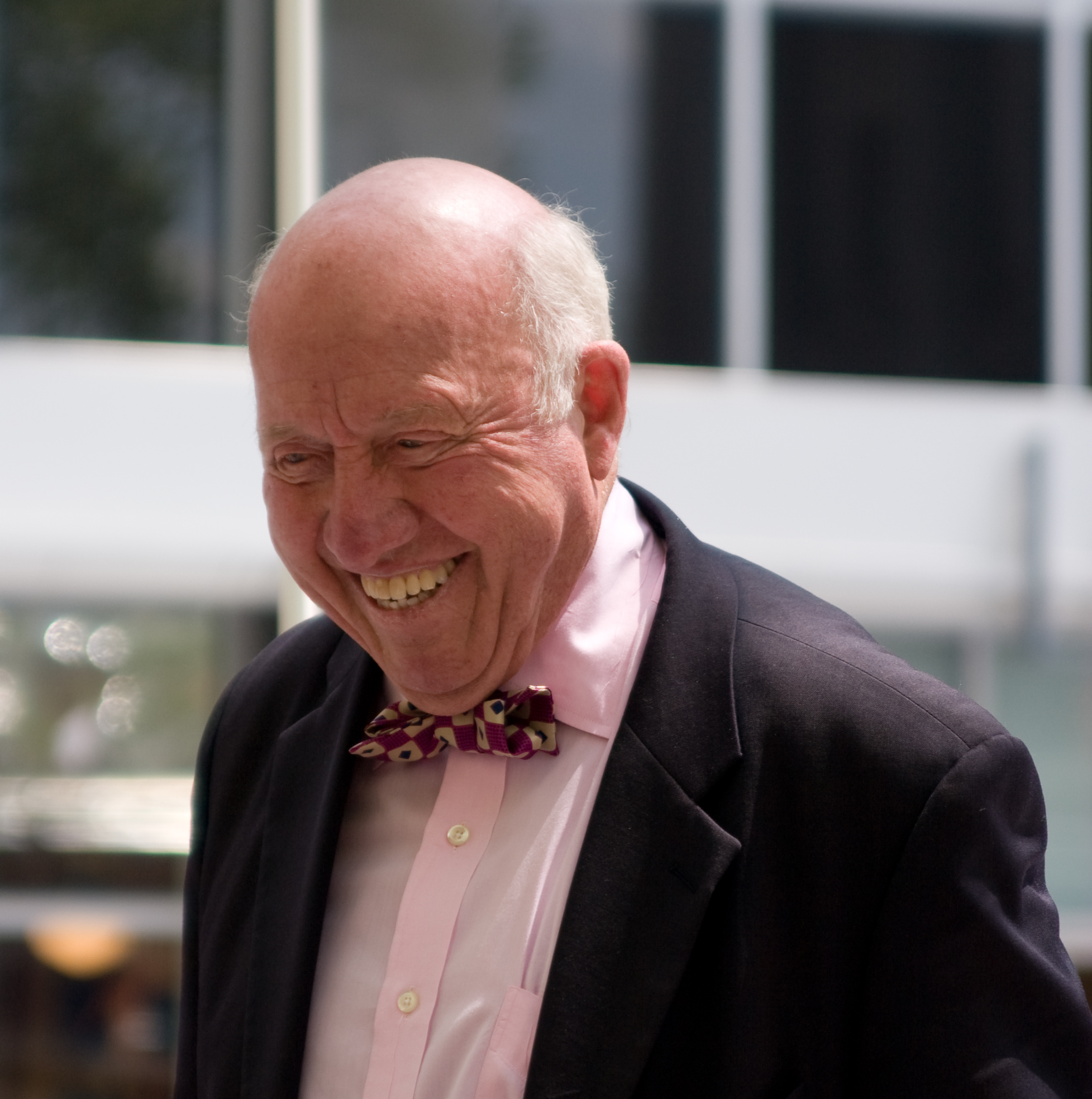
Бад Коллинз

- Гэ Цуньчжуан (87) — китайский актёр[290].
- Дайсон, Тони (68)[значимость?] — мастер спецэффектов для кино, создатель модели робота R2-D2 (о смерти объявлено в этот день)[291].
- Инноченти, Адриана (89) — итальянская актриса[292].
- Коллинз, Бад (86) — американский спортивный журналист и историк спорта, автор ряда книг по истории тенниса[293].
- Конрой, Пэт (70) — американский писатель[294]
- Кузнецов, Юрий Константинович (84) — советский футболист, чемпион СССР по футболу (1955, 1957, 1959) в составе футбольного клуба «Динамо», заслуженный мастер спорта СССР (1962)[295].
- Лакарте Муро, Хулио (97) — уругвайский государственный деятель и дипломат, министр промышленности и торговли (1966—1967)[296].
- Рвегазира, Джозеф (80) — танзанийский государственный деятель и дипломат, министр иностранных дел (1993—1995)[297].
- Рыбкин, Владимир Борисович (69) — российский государственный деятель, руководитель Государственного учреждения по формированию Государственного фонда драгоценных металлов и драгоценных камней (Гохран) Российской Федерации при Минфине РФ (2002—2013)[298].
- Сангма П. А. (68) — индийский государственный деятель, спикер Лок сабха (1996—1998)[299].
- Смертин, Геннадий Иванович (76)[значимость?] — футбольный тренер, отец футболистов Алексея и Евгения Смертиных[300].
- Фик, Джои (40) — американская певица, солистка кантри-дуэта Joey + Rory[301].
- Юмин, Владимир Сергеевич (64) — советский вольный борец, чемпион летних Олимпийских игр в Монреале (1976), заслуженный мастер спорта СССР (1974)[302].

## 3 марта

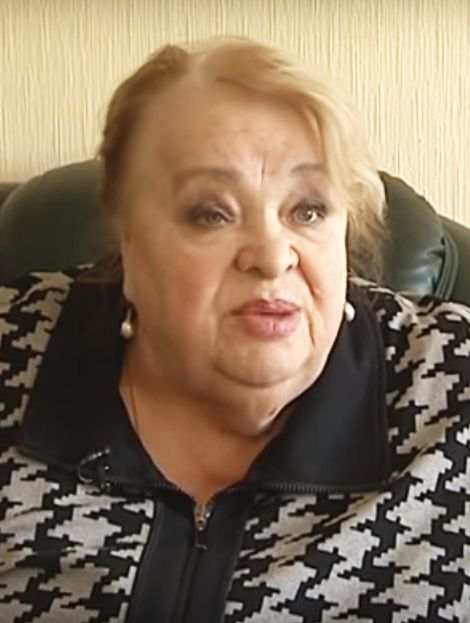
Наталья Крачковская

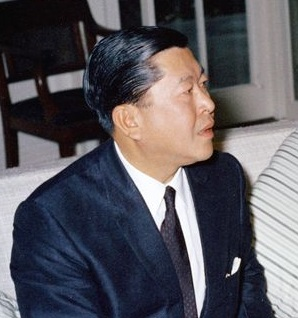
Танат Хоман

- Бесков, Пер (89) — шведский теолог и историк[303].
- Гена, Ив (93) — французский государственный деятель, министр транспорта Франции (1973—1974), президент Конституционного совета Франции (2000—2004)[304].
- Ефимов, Ювеналий Ювенальевич (74) — российский артист Красноярского музыкального театра, заслуженный артист РСФСР (1985)[305].
- Крачковская, Наталья Леонидовна (77) — советская и российская актриса театра и кино, заслуженная артистка России (1998)[306].
- Межов, Вячеслав Егорович (74) — советский и российский учёный в области вычислительной техники, лауреат Государственной премии СССР (1987), лауреат Государственной премии Российской Федерации в области науки и техники (2005)[307].
- Серафимовский, Томе (80) — югославский и македонский скульптор[308].
- Тейт, Сара (33) — австралийская гребчиха академического стиля, серебряный призёр Олимпийских игр в Лондоне (2012), чемпионка мира (2005)[309].
- Успенский, Сергей Николаевич (60) — советский и российский футбольный тренер, заслуженный тренер России[310].
- Хацел, Гари (60) — американский специалист по визуальным эффектам, двукратный лауреат прайм-таймовой премии «Эмми» (1992, 1993)[311].
- Хоман, Танат (102) — тайский государственный деятель, посол в США и на Кубе (1956—1959), министр иностранных дел Таиланда (1959—1971)[312].

## 2 марта

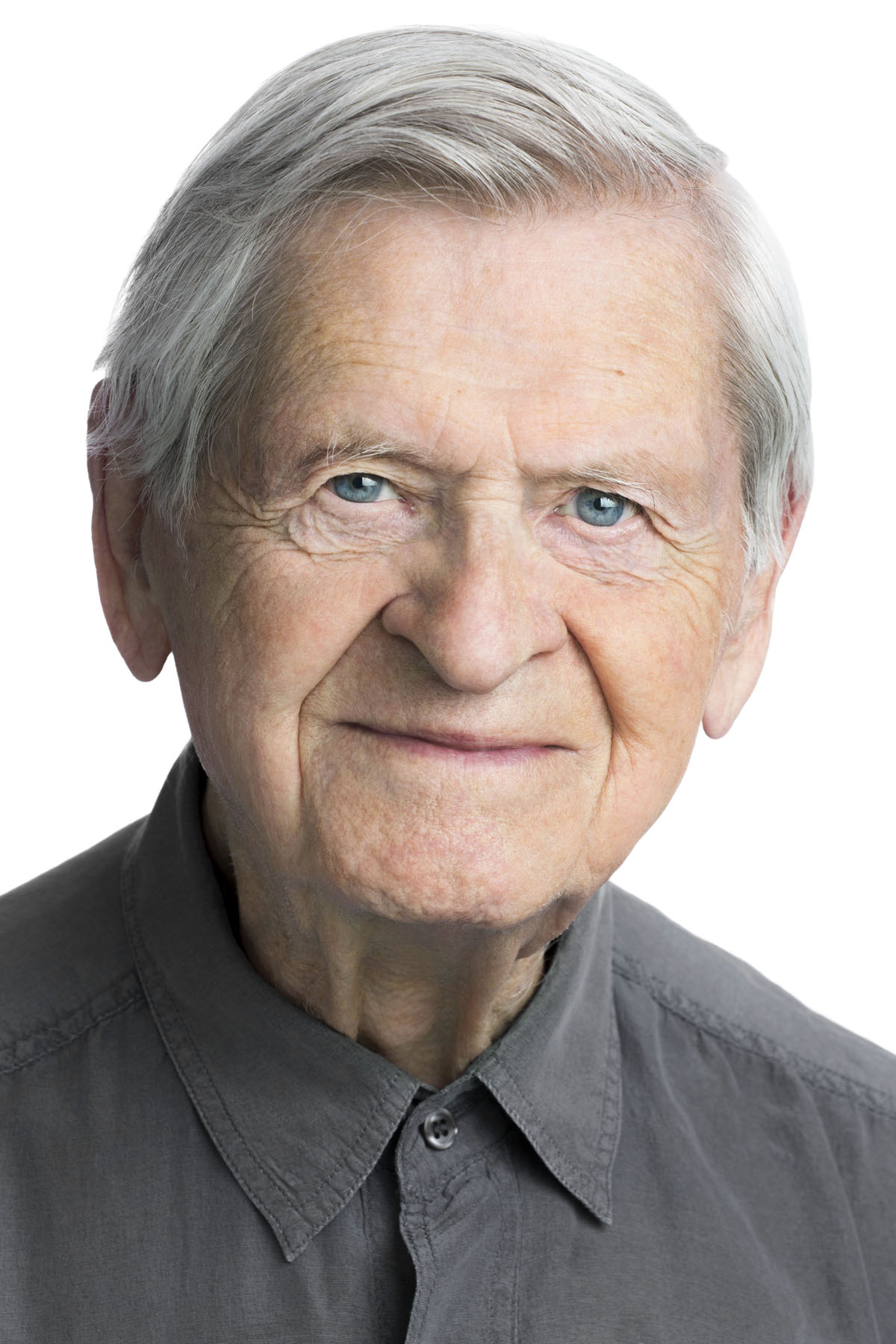
Бенуа Лакруа

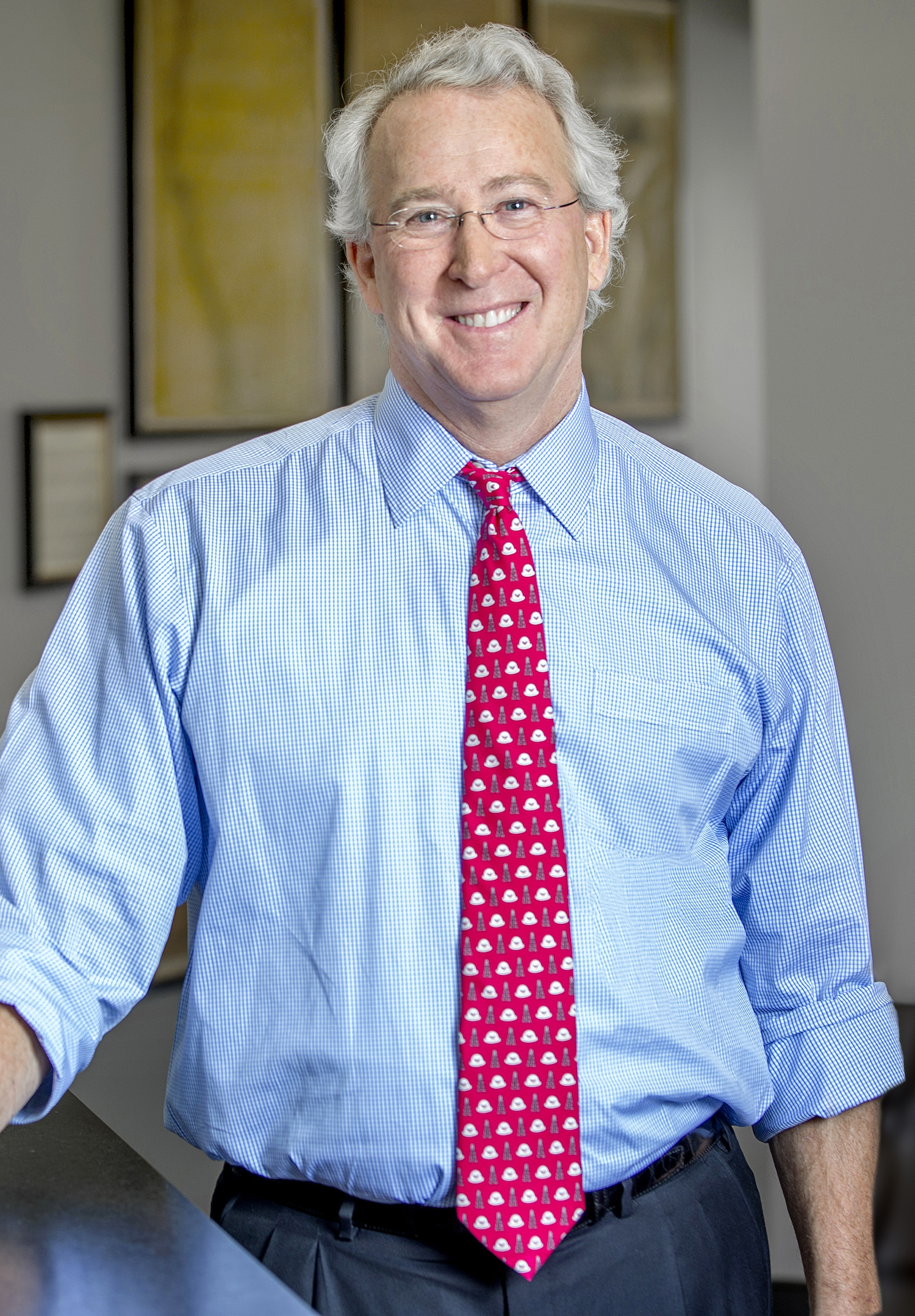
Обри Макклендон

- Белоколоцкая, Анна Арнольдовна (58) — солистка балета, главный балетмейстер Нижегородского камерного музыкального театра В. Т. Степанова, заслуженная артистка России[313].
- Вайсер, Владимир Давидович (74) — советский и украинский тренер по русским шашкам, заслуженный мастер спорта СССР[314].
- Иоганн Георг Гогенцоллерн (83) — немецкий принц, зять короля Швеции Карла XVI Густава[315].
- Лакруа, Бенуа (100) — канадский теолог, философ и историк[316].
- Макклендон, Обри (56) — американский предприниматель, президент и генеральный директор Chesapeake Energy, один из пионеров добычи сланцевого газа; ДТП[317].
- Микаэльсен, Аллан (68) — датский футболист и тренер, футболист года в Дании (1969)[318].
- Микулин, Иван Иванович (74) — советский и российский военачальник, начальник Управления воспитательной работы Министерства обороны Российской Федерации (1994—1995), генерал-лейтенант в отставке[319].
- Овчинников, Константин (36)[значимость?] — российский актёр театра и кино («Против течения», «Кулагин и партнёры») www.kino-teatr.ru/kino/acter/m/ros/297835/bio/
- Токарев, Александр Павлович (79) — советский и российский искусствовед, коллекционер, собиратель и пропагандист народного искусства, директор Ростовского художественного училища им. М. Б. Грекова (1989—1997)[320].
- Пономарёв, Семён Матвеевич (88) — советский тракторист, Герой Социалистического Труда (1973)[321].
- Урвинас, Ромуалдас (79) — литовский и советский актёр театра и кино, заслуженный артист Литовской ССР (1987)[322].
- Фун Хакъон (65) — гонконгский и китайский актёр, режиссёр, каскадер и постановщик боевых сцен[323].

## 1 марта

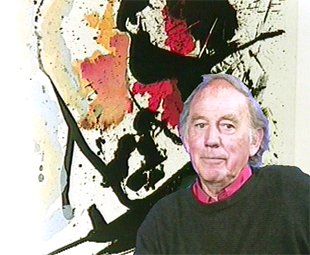
Жан Миотт

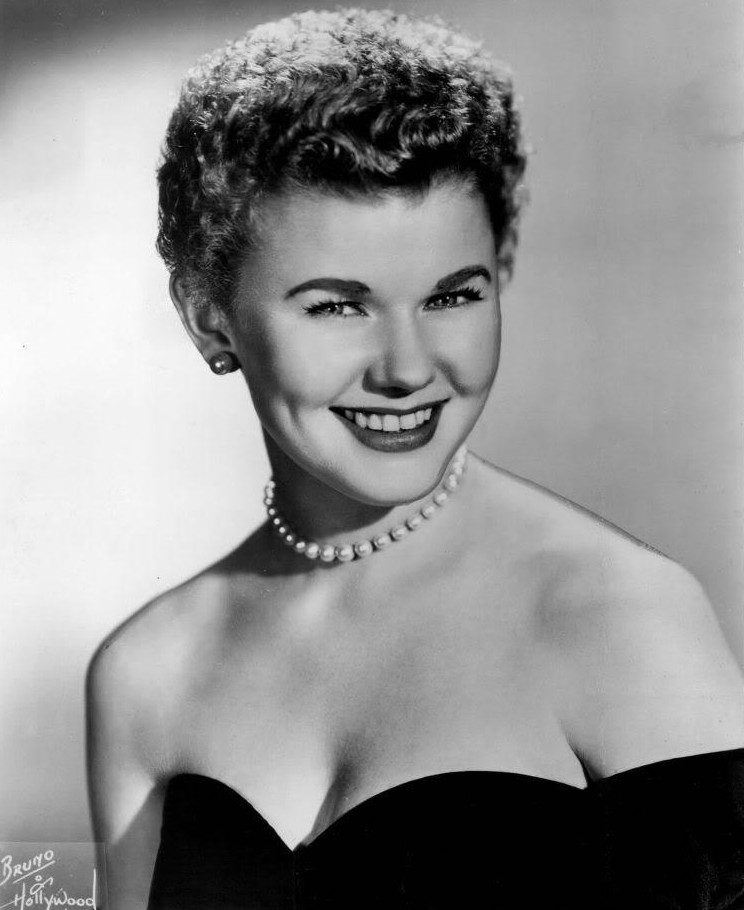
Марта Райт

- Дзевонский, Адам (79) — польский и американский геофизик лауреат премии Крафорда (1998)[324].
- Загретдинов, Роберт Абдрахманович (83) — советский и российский исполнитель на кубызе, заслуженный работник культуры Российской Федерации[325].
- Каллистов, Анатолий Анатольевич (80) — советский учёный в области артиллерийского и ракетного вооружения, генеральный конструктор и директор Научно-исследовательского машиностроительного института (1990—1993), академик РАРАН (1993), заслуженный машиностроитель РСФСР[326].
- Кимси, Джим (76) — один из основателей и первый президент компании AOL[327].
- Маккормик, Гейл (67) — американская певица[328].
- Миотт, Жан (90) — французский художник[329].
- Плоурайт, Луиз (59) — британская актриса[330].
- Победря, Борис Ефимович (78) — советский и российский учёный в области механики, лауреат Государственной премии СССР, заслуженный деятель науки Российской Федерации (1996)[331].
- Райт, Марта (92) — американская актриса и певица[332].
- Уоррен, Тони (79) — британский телесценарист («Улица Коронации»), писатель и актёр[333].
- Хоти, Илир (58) — албанский экономист, глава Банка Албании (1992—1993)[334].
- Цаканикас, Георгиос (81) — греческий толкатель ядра, чемпион Средиземноморских игр (1959)[335].
- Эступиньян, Итало (64) — эквадорский футболист, футболист года в Мексике (1974), чемпион Мексики (1974/75, 1982/83)[336].